# 佐久間ダム
佐久間ダム（さくまダム）は、静岡県浜松市天竜区佐久間町と愛知県北設楽郡豊根村に跨る一級河川・天竜川本流中流部に建設されたダム。
電源開発（J-POWER）が管理する高さ155.5メートルの重力式コンクリートダム。日本第9位の高さと第8位の総貯水容量を有する日本屈指の巨大ダムであり、戦後日本の土木技術史の原点となった日本のダムの歴史に刻まれる事業である。佐久間発電所と新豊根発電所により最大147万5000キロワットを発電する水力発電を主目的とし、副次的に豊川用水の水源にもなっているほか、2004年（平成16年）より洪水調節目的を付加して多目的ダムとするダム再開発事業が国土交通省によって進められている。ダムによって形成された人造湖は佐久間湖と命名され、ダム湖百選に選定されている。

## 地理
ダムのある天竜川は諏訪湖を水源とし、木曽山脈と赤石山脈の間を縫うようにして南に流れる。上流より泰阜（やすおか）ダム・平岡ダムが建設されており、佐久間ダムはその下流に建設された。ダムは天竜川が大きく蛇行する大千瀬川との合流点の直上流部、静岡県と愛知県の県境に建設されている。ダムが建設された当時の所在地は磐田郡佐久間村であったが、ダム完成直後昭和の大合併で佐久間町となり、平成の大合併によって浜松市に編入、政令指定都市となったことから現在は天竜区となっている。高さ100メートル以上のダムがある政令指定都市は浜松市のほか札幌市（豊平峡・定山渓ダム）と静岡市（畑薙第一・井川ダム）がある。なお、佐久間湖を含めた場合には静岡県・愛知県のほか長野県下伊那郡天龍村にも掛かっており、3県にまたがるダムも日本では稀少である。付近は天竜奥三河国定公園に指定されており、地域の主要な観光地になっているものの、2020年9月現在、バスなどの公共交通機関による往来はできない（後述）。

## 沿革
天竜川は赤石・木曽の両山脈に挟まれており、夏季の多雨と冬季の降雪によって年間を通じて水量は豊富で、かつ中流部の長野県飯田市から静岡県浜松市天竜区、旧天竜市付近に至る約80キロメートル区間は天竜峡などを始めとして険阻な峡谷を刻む急流となる。このため水力発電を行う上で理想的な河川であることから、大正時代より水力発電開発の構想が持たれていた。

### 天竜川の水力発電開発

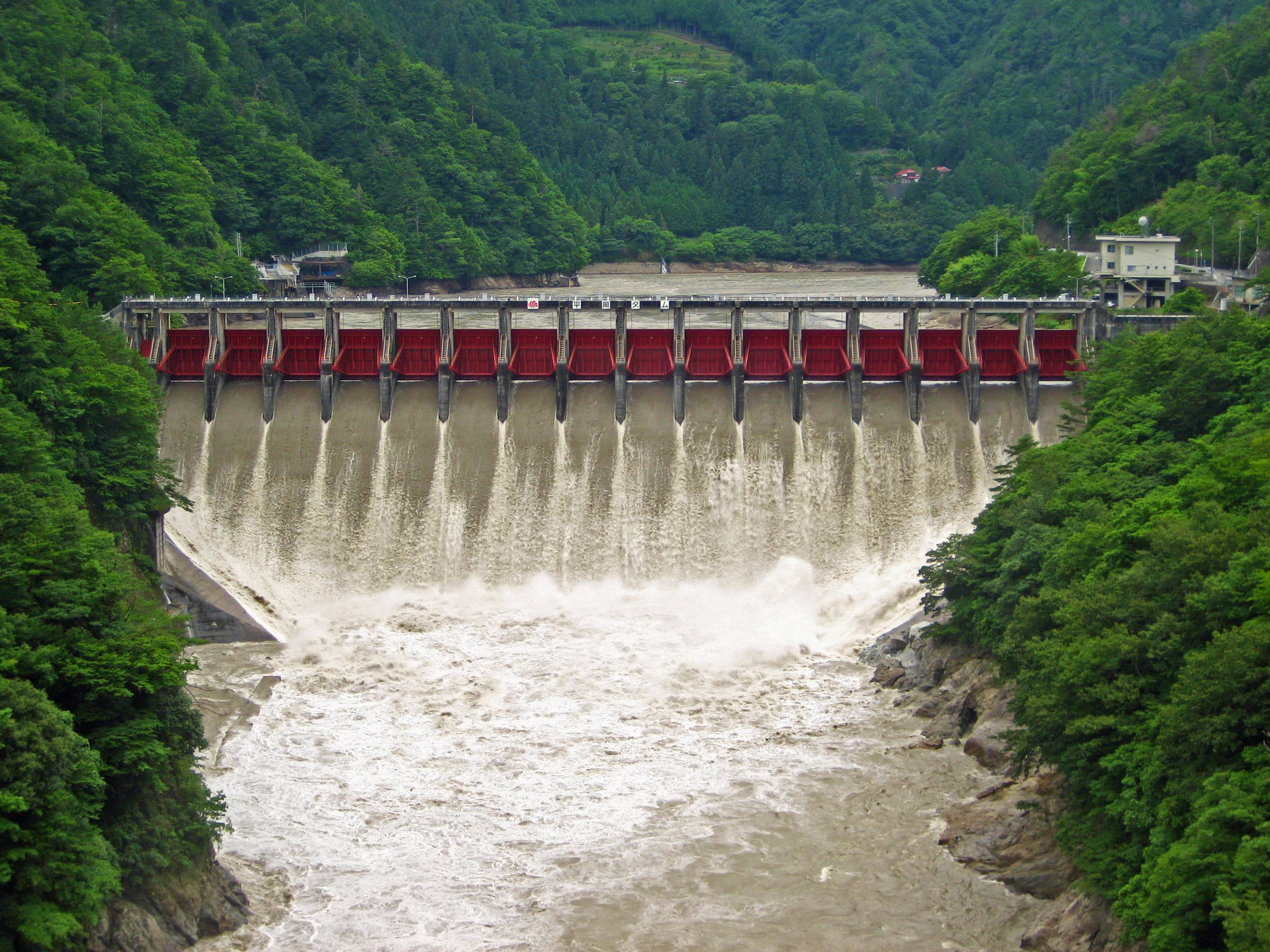
佐久間ダム完成までは天竜川最大の発電用ダムであった平岡ダム

最初に水力発電所が建設されたのは、福澤桃介が設立した天竜川電力による大久保ダム・大久保発電所（出力1,500キロワット）であり、1927年（昭和2年）に完成した。続いて南向ダム・南向発電所（2万4100キロワット）が1929年（昭和4年）、泰阜ダム・泰阜発電所（5万2500キロワット）が1937年（昭和12年）にそれぞれ完成、天竜川の水力発電事業は加速して行く。
しかし、1939年（昭和14年）、国家による電力統制を目論む軍部の意向で、第1次近衛内閣が電力管理法を施行する。これに伴い日本発送電を発足させ、天竜川の水力発電所を逐次接収しながら、1940年（昭和15年）より、当時としては天竜川最大規模のダムであった平岡ダムと平岡発電所（4万1000キロワット）の建設を開始するが、太平洋戦争の激化に伴い中断を余儀なくされた。
敗戦後、民間への電力供給制限が解かれ、一挙に電力需要は増大した。しかし発電所や変電所などの送電施設は、空襲による破壊や酷使による設備故障で従前の発電能力を発揮できず、また新規開発事業の中断もあって電力供給が著しく衰微した。このため、電力需給のバランスが崩壊し、日本は極端な電力不足に陥り、頻繁に停電が起こった。
天竜川では日本発送電により平岡発電所の建設が再開されていたが、1948年（昭和23年）に日本発送電が過度経済力集中排除法の対象に指定され、1951年（昭和26年）にはポツダム政令に基づく電気事業再編成令により九つの電力会社に分割・民営化され、天竜川水系の発電用水利権と水力発電所の一切は中部電力に移譲された。しかし中部電力を含む電力会社各社は発足間もないため経営基盤が弱く、電力不足を根本的に解消するための大規模な開発事業を行う余裕がなかった。

### 大ダム構想
このため当時経済政策全般を管掌していた経済安定本部は、慢性的な電力不足による停電が及ぼす産業復興や治安への影響を懸念し、当時課題であった水害頻発と食糧不足にも対応するため、戦前物部長穂が提案した河川総合開発事業を基にした河川開発で治水と電力・食糧供給の改善を図ろうとした。天竜川流域では長野県が林虎雄知事（当時）により支流の三峰（みぶ）川で治水と発電を目的とした三峰川総合開発事業を1949年（昭和24年）より着手し、下流では農林省（のちの農林水産省）により三方原台地や愛知県渥美半島への灌漑を目的とした土地改良事業を計画するなど、多方面にわたる開発が企図されていた。第3次吉田内閣はこのような河川を利用した大規模地域開発を推進するため1951年（昭和26年）に国土総合開発法を施行し、全国22地域を対象とする「特定地域総合開発計画」を発足させた。天竜川水系もこの地域に選ばれ、治水と灌漑、そして水力発電開発を軸とした天竜東三河特定地域総合開発計画が1954年（昭和29年）6月11日に閣議決定された。この計画は天竜川上流部には美和ダム・高遠ダム（三峰川）を建設して治水・発電及び伊那盆地への灌漑を行い、中流部では大規模な発電用ダムを建設して大出力の水力発電を行う一方で、ダムを水源として豊川用水や三方原用水などを通じ静岡県西部と愛知県東部の灌漑を行うことを骨子とした。
このため天竜川中流部に大規模なダムを建設する必要に迫られ、白羽の矢が立ったのがダム地点である佐久間地点である。この地点は両岸が険しい断崖でV字谷を形成し、地質も良好であったためダム建設には理想的な地点であった。既に1921年（大正10年）より当時の名古屋電灯が水利権を獲得し、同社を吸収した東邦電力や日本発送電が継承して調査を行い、戦後は中部電力が東京電力と共同で開発計画を立てていたが何れも日の目を見なかった。佐久間地点が着工に至らなかった原因には、以下の理由がある。
1. ダム地点の両岸は絶壁に近い断崖で川舟以外の輸送手段がなく、トロッコやもっこを使用していた当時の土木技術では施工が不可能だったこと。
2. 天竜川の流量は特に春季から夏季にかけてがピークであり、ダム本体を建設する前段階として川の流れを現場から迂回させる仮排水路トンネル建設の際、天竜川の洪水期流量[注 2][12]に対応できる大口径のトンネルを短い少雨期（秋季 - 冬季）に完成させることは当時の土木技術では難しく、仮に洪水が襲来すれば再建にかなりの時間を要すること。
3. 川底に堆積した砂利堆積物が厚さ25メートルにも及び、1の要因もあって掘削・除去するのが困難であること。
4. 日本発送電分割・民営化後に誕生したばかりの電力会社は経営基盤が脆弱（ぜいじゃく）で、単独で佐久間地点にダムを建設するだけの資金力がないこと。

以上の理由、すなわち土木技術的な問題とそれを支える資金面の問題を解決しない限り佐久間地点のダム建設は不可能であったことから、何れの事業者も結局構想のままで終わっていた。

### 電源開発への移管
しかし電力不足解消と天竜東三河特定地域総合開発計画の根幹として佐久間地点のダム建設計画を避けて通ることが出来なかった。このため政府は1952年（昭和27年）に発足した特殊法人である電源開発に天竜川中流部の水力発電開発を委ねる。その根拠となったのが同年7月31日に施行された電源開発促進法の第3章第13条である。この条目では
1. 只見川その他の河川等に係る大規模な又は実施の困難な電源開発
2. 国土の総合的な開発、利用及び保全に関し特に考慮を要する北上川その他の河川等に係る電源開発
3. 電力の地域的な需給を調整する等のために特に必要な、火力・原子力又は球磨川その他の河川等に係る電源開発

の何れかに合致した地点を電源開発が開発すると定めている。同法に基づき只見特定地域総合開発計画や北上特定地域総合開発計画・吉野熊野特定地域総合開発計画に電源開発は電気事業者として参入するが、天竜川中流部・佐久間地点もこの1と2に該当するため電源開発の開発対象地域となり天竜東三河特定地域総合開発計画に参入、発電用水利権を中部電力より移管した上で同年10月20日、会社が発足してわずか1ヵ月後に佐久間ダム・佐久間発電所の建設を正式に発表した。

## 補償
佐久間ダムは田子倉ダム（只見川）・御母衣ダム（庄川）と共に電源開発発足当初から主要な計画として進められた。だが、計画通りダムが建設されると上流の平岡ダムの直下流まで水没範囲が広がる。この付近は山あいのわずかな平地を利用して集落が点在しておりダムによって248戸が水没、工事用用地建設により48戸が移転、合計で296戸が移転を余儀なくされる。また宅地76ヘクタール、農地446ヘクタール、山林4,408ヘクタールが水没するという大規模補償事案となった。しかも水没物件が多い上に水没地域も静岡県のみならず、愛知県豊根村・富山村、長野県天龍村と三県にまたがることから、補償交渉は難航が予想された。

### 補償交渉の経過
1953年（昭和28年）1月電源開発は元南満州鉄道副総裁で、当時は電源開発補償担当理事の平島敏夫を本部長とする「佐久間補償推進本部」を設置。補償交渉の下地となる補償基準の作成に取り掛かった。だが、水没地区住民の抵抗のみならず慣行水利権の問題から、静岡・愛知・長野三県の当局者はダム建設に対し冷淡な態度を取り、積極的な協力体制を見せなかった。また、ダム建設に伴い天竜川沿いを走る国鉄飯田線の約18キロメートル区間や豊根発電所が水没するほか、林業が盛んであったことで木材流送が途絶する。このため住民への補償のほか鉄道補償・発電補償・流筏（りゅうばつ）補償も山積し、平島以下補償推進本部の所属員は「血の小便を流す」ほどの苦難であったと伝えられている。政府は同年5月、電源開発に伴う水没その他による損失補償要綱を閣議決定し、発電用ダム建設に伴う補償対策について電力行政を所管する通商産業省（後の経済産業省）が援護する施策を採った。
翌1954年（昭和29年）1月より、まとめられた補償基準を元に住民との補償交渉が始まった。水没住民はダム建設の重要性を知っていたことから「銀座一等地並みの地価で補償しろ、そうでなければよそでダムを造れ」というように難題を持ちかけた。父祖伝来の土地が水没する瀬戸際であることから、住民も真剣勝負であった。これに対し平島は概ね住民の要求に沿った補償を行う姿勢を採った。
まず佐久間村・豊根村・富山村・天龍村の各町村にそれぞれ対策委員会を設置して団体交渉を行い、個人交渉による不透明な補償を排して透明度の高い交渉を基本とした。その上で家屋補償では建築技師に1軒ごとの測量と製図、家屋の材料を吟味させて補償価格を決定。農地と山林については作柄に応じて坪単価・用材別単価で価格を算定した。また流筏業者を始め、ダム建設によって転業や廃業を余儀なくされる住民には推進本部に所属する社員が木目細やかな対応を行い、就職先斡旋や生活設計相談に応じた。さらに公共補償については学校、道路、橋梁などの公共物の新築・移築・増築を全て電源開発が請負い、当時の額で17億円を投じてインフラストラクチャー整備を行った。
この佐久間ダムにおける電源開発の補償姿勢は同時期の田子倉ダム補償事件と同様に高い補償額での妥結を主としており、河川行政を担当し多目的ダム建設を各地で進めていた建設省（後の国土交通省）は、補償額高騰による事業費の圧迫を避けたい立場から特に異議を唱えた。当時の建設省による水没補償に対する姿勢は、例えば1953年に建設された石淵ダム（胆沢川）における水没住民への態度が1963年（昭和38年）に科学技術庁（現在の文部科学省）発行の『石淵貯水池の水没補償における実態調査報告』において、「国益を強調し自らの立場を高める権威主義と強制収用をちらつかせる強圧的態度を貫き、水没住民を思い遣る態度は全く見られない」と厳しく批判されており、同時期施工中だった藤原ダム（利根川）や鎧畑ダム（玉川）などでも住民との軋轢が生じた。だが電源開発は建設省の異議に対し「補償交渉は一片のペーパープラン通りには進まない」として住民本位の補償交渉を進めた。
電源開発の補償に対する姿勢は当時総裁であった高碕達之助の強い意志によるもので、御母衣ダムにおける「幸福の覚書」や荘川桜の移植などダム・発電所建設における基本方針となり、1968年（昭和43年）に施工された九頭竜ダム（九頭竜川）において「補償交渉が完了するまではダム工事には着手しない」という「九頭竜補償方式」が確立された。一方国による水没住民への明確な補償指針が示されるのは、蜂の巣城紛争を経た1973年（昭和48年）の水源地域対策特別措置法を待たなければならなかった。

### 補償交渉の妥結
住民本位の補償交渉を行った電源開発の姿勢は次第に住民の態度を軟化させ、同年11月に富山村の141世帯との補償交渉が妥結したのを皮切りに、1955年（昭和30年）には296世帯全ての補償交渉が妥結した。漁業補償や流筏補償も妥結。飯田線については従来天竜川沿いを走っていた路線を佐久間駅から峰トンネルで国道152号（秋葉街道）沿いに大きく迂回させ、水窪町（静岡県浜松市天竜区水窪）中心部を経て大原トンネルで再度天竜川沿いに戻し、大嵐（おおぞれ）駅に通じる代替路線を整備した。新しい飯田線は1953年12月から1955年11月までの約2年間を掛け、佐久間ダム総工事費の6分の1にあたる60億円を投じて付け替え工事を終了した。豊根発電所については発電所建屋と取水口を移設して運転を継続したが、1972年（昭和47年）に廃止され代替施設として新豊根発電所が建設されている。住民の一部は新天地を求め、電源開発が斡旋した愛知県豊橋市の代替地に41戸が集団移転した。ダムは1956年（昭和31年）10月に完成したが、296戸の住民の犠牲の上に高度経済成長の礎が築かれたことも事実である。
ダム完成の翌1957年（昭和32年）10月28日、昭和天皇・香淳皇后が佐久間ダムに行幸した。この際天皇・皇后は御製・御歌を認めたがその内容はダム建設に関連して苦労を重ねた水没住民・事業者など全ての関係者を労わる内容のものであった。佐久間ダムの建設は地元佐久間村を始め周辺地域に対し、父祖伝来の土地を沈めるという痛みを与えたが、一方で公共施設や道路整備、補償や政府の自治体財政支援による経済効果をもたらした。この一連の状況はユネスコ日本国内委員会の要請で日本人文科学会が編集した『佐久間ダム - 近代技術の社会的影響』という報告書で詳述された。さらにダム完成の半年後、佐久間村は浦川町、山香村、城西村と合併して新制佐久間町となったが、この合併も佐久間ダムの建設が間接的な影響を及ぼしている。

## 施工

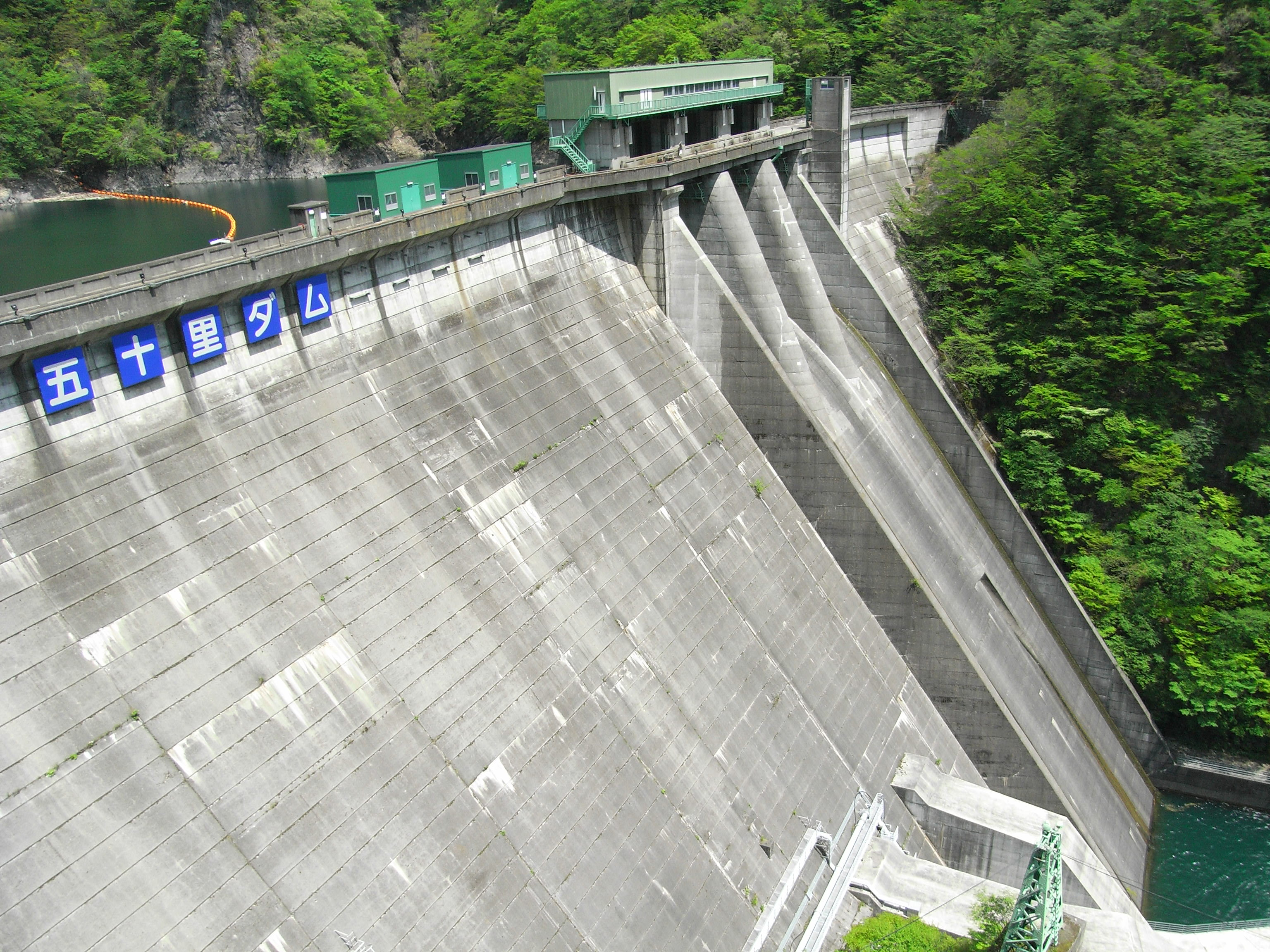
佐久間ダム竣工まで日本一の高さを誇った五十里ダム（男鹿川）

佐久間ダム・発電所の構想は前述の通り1921年名古屋電灯が最初に発案したが、当初は現在の佐久間湖区域を三分割して佐久間・山室・小汲発電所を建設する計画であり、佐久間発電所の出力も3万5000キロワットと小規模であった。大規模ダム計画に移行したのは1947年（昭和22年）に日本発送電東海支店が発表したダム案からであり、この時には高さ140メートル、出力42万キロワットに上方修正されている。そして電源開発による正式な開発が決定した段階で高さ160メートル、出力36万キロワットとなり、後に高さを4.5メートル低くした現在の規模となった。それでもこの規模は当時工事中ではあるが日本一の高さであった栃木県の五十里ダム（男鹿川）の112メートルを一挙に43.5メートルも上回り、当時としては世界第7位、日本最大の高さを有する巨大ダム計画となった。従来の工法では少なくとも完成までには10年は必要とされていたが、当時の日本は高度経済成長をひた走る時期であり、電力需要は増加の一途をたどっていた。従って電力開発は国家の至上命令でもあり、電源開発への昭和30年度財政投融資は国鉄の約240億円、日本電信電話公社の約75億円、郵政事業特別会計や日本航空の約10億円に対して約269億円が融資されており、佐久間ダムの一刻も早い完成が求められていた。

### 国際入札の導入

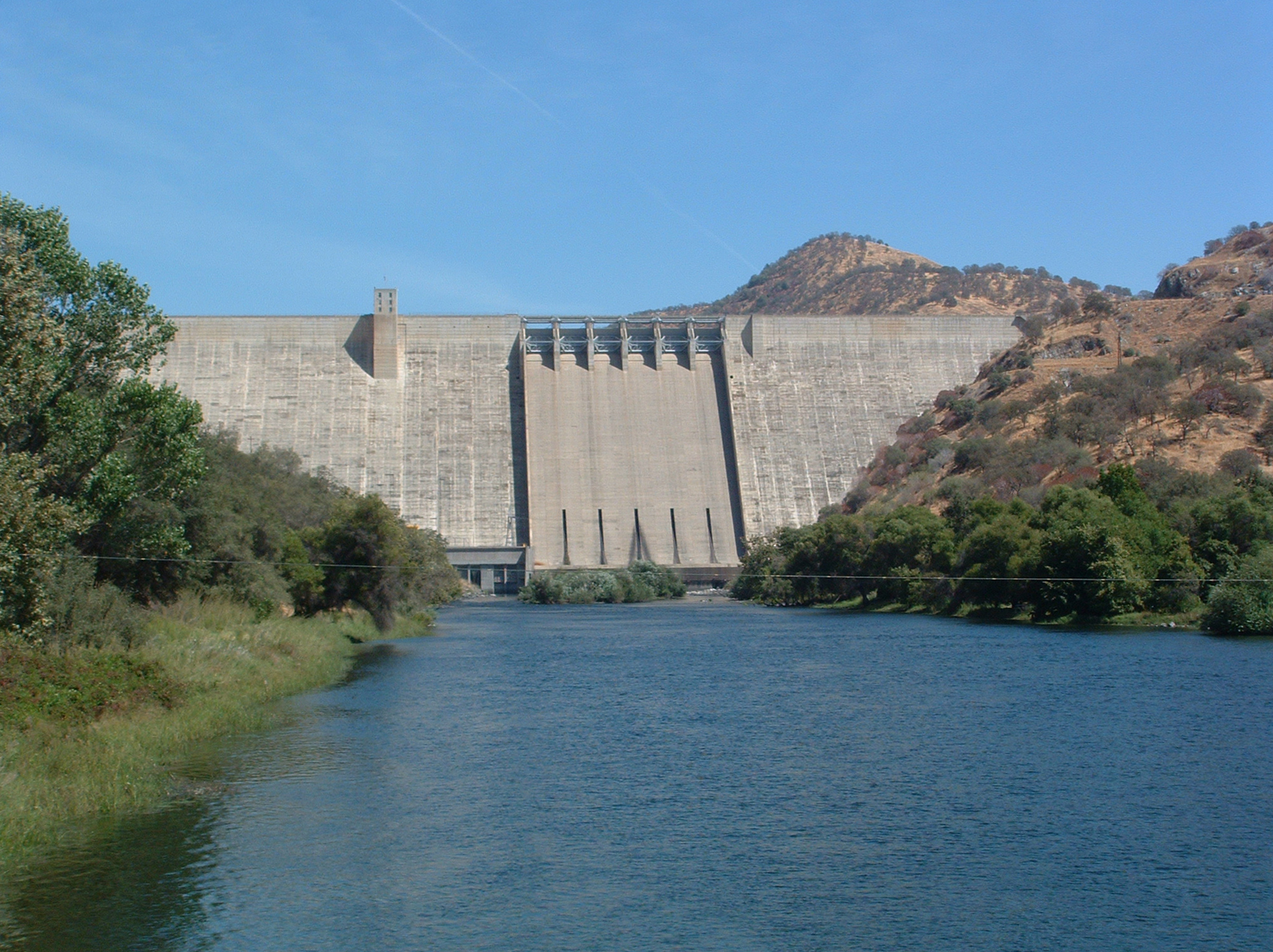
パインフラットダム。ダム建設の際に使用された重機が、佐久間ダムの建設で活躍した。

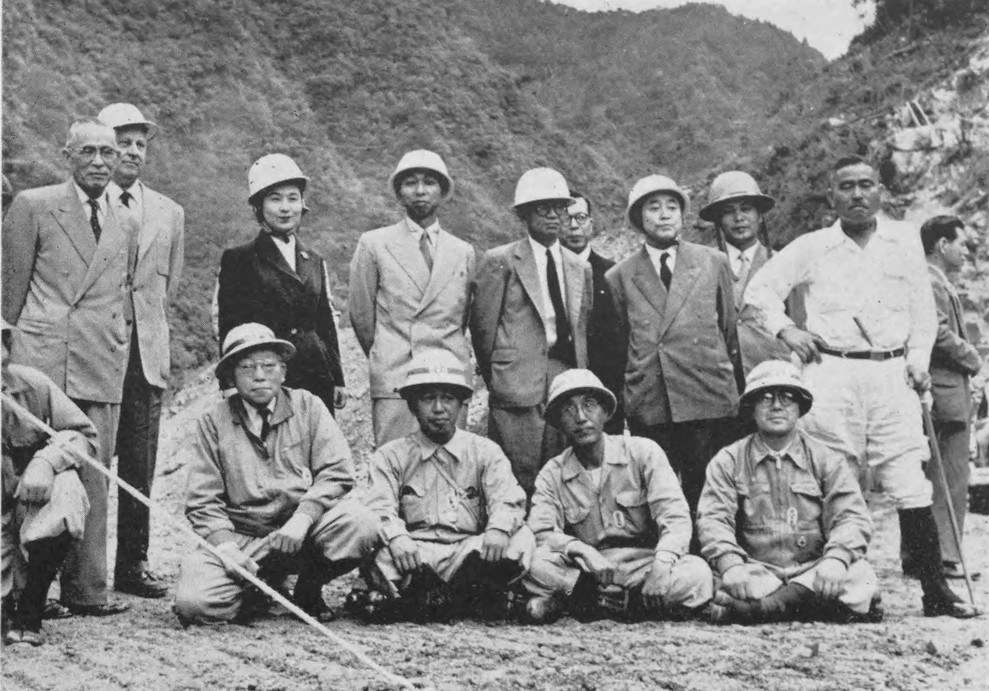
建設中の佐久間ダム底にて。上列左より高碕、ケトルウェル（アトキンソン社）、高松宮・同妃、永田年（電源開発理事）、渋沢敬三、北井三子夫（佐久間村村長）、神部満之助（間組社長）

総裁であった高碕達之助は大規模な重機を駆使した近代化工法の採用が、ダム建設を最短で終わらせる唯一の策と考えた。日本におけるダム技術は庄川の小牧ダムにおいて近代的なコンクリート打設工法が導入されていたが、大型重機運用の導入はまだ緒についたばかりだった。日本においては木曽川の丸山ダムにおいて日本製油圧ショベルとダンプカーによる大型重機の機械化工法が導入されていたが、日本人の操作技術が未熟だったため故障が続出。導入した重機の稼働率は半分程度であった。このため高碕は当時最先端の土木技術を有していたアメリカ合衆国に活路を見出そうとした。1952年11月に渡米した高碕は当時建設されていたパインフラットダムを視察した。アメリカ陸軍工兵司令部が施工していた高さ130メートル、総貯水容量約12億3300万立方メートルの巨大ダムであるが、ダム本体の規模は佐久間ダムと同程度でありながら重機が整然と稼働しており、これを佐久間ダム工事の参考とした。その後日本興業銀行の保証を得てバンク・オブ・アメリカから3年期限・無担保で総額900万ドルの借款を得た。その資金援助を背景に、アメリカの土木業者・コンサルタントと提携しアメリカ製大型重機を使用する条件を以って国際入札を翌1953年（昭和28年）1月に発表した。この結果最も入札額が低く、かつ先に視察したパインフラットダムで使用されていた重機をそのまま移送して使用するという条件提示をしたアトキンソン社・間組・熊谷組連合が落札し、ダム本体工事を間組、発電所工事を熊谷組が担当することになった（当初は本体工事を熊谷組・発電所工事を間組が担当する予定だった。しかし、金額的交渉の結果、工事担当が入れ替わることになった。）。
一方、佐久間発電所で使用される水車発電機についても高碕は国際入札を導入した。発電所で使用される水車発電機は9万6000キロワットの出力を有する水車と9万3000キロボルトアンペアの出力を有する発電機を各4台導入する計画であり、何れも当時最大規模の設備だったことから日本国内の電機メーカーはその行方を注視していた。しかし高碕が国際入札を導入すると発表したところ、電機業界は外資導入に強く反発。さらには政府や与党である自由党も反対した。当時の内閣総理大臣であった吉田茂は高碕に国際入札を中止するよう圧力を掛けたが、高碕は総裁就任時に吉田と交わした「会社の方針に政府は介入しない」という約束を盾にこれを突っぱね、入札を行った。参加したのは日立製作所・東芝・三菱電機・電業社機械製作所・三菱重工の国内企業連合、富士電機・シーメンス連合、ゼネラル・エレクトリック社などの外資連合の三つであったが、最終的に社内見積りよりも入札額が低い国内企業連合が落札した。
この国際入札について当時参議院議員・電源開発顧問で、後に民社党委員長となった佐々木良作は高碕の態度について「談合を避けて真剣に入札させるには、毒（外資）を以って毒（談合）を制する以外にない。しかし日本が勝つ。賭けてもいい」という趣旨の話をしたと証言している。事業費が国民の税金である以上、経費圧縮は必要であり、企業家精神は特殊法人であっても不可欠という高碕の強い信念がうかがえる。また日本の河川開発の見本であったテネシー川流域開発公社（TVA）の創始者、デビッド・リリエンソールは1953年の自著『TVA - 総合開発の歴史的実験』において「（TVAは）民間企業の融通性と独創力を併存させた特殊法人」と力説しており、高碕の目指す電源開発の企業像もTVAと軌を一にしていた。だが一連の国際入札問題が尾を引き、高碕は第5次吉田内閣によって電源開発総裁職を1954年7月19日に更迭させられた。なお高碕はダム完成式典において、第3次鳩山内閣の経済企画庁長官として出席している。

### 工事の進行

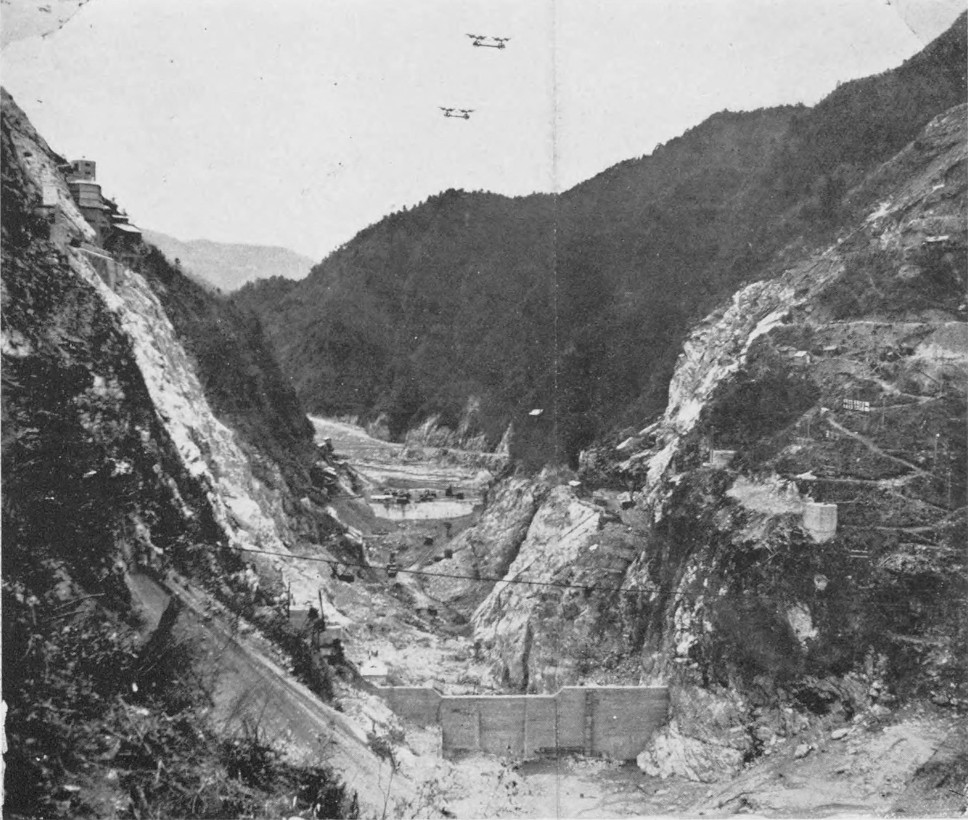
上流側よりダムサイト掘削作業を望む（1955年1月）

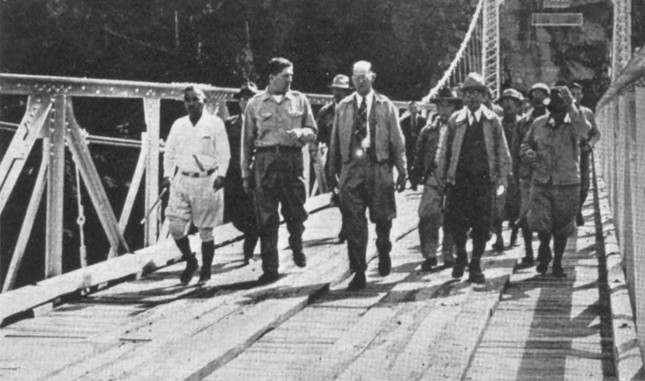
完成した飛龍橋を歩く間組、アトキンソン社、電源開発の幹部ら（1953年10月）

入札を含む工事は、水没住民に配慮し佐久間補償対策本部による補償交渉が開始されたのを見計らって始められた。まず大型重機や建設用資材を運搬するための工事用道路の建設から着手した。ダム現場のすぐ近く、約3キロメートルのところに国鉄飯田線中部天竜駅があり、遠方からの運搬は鉄道輸送で賄えたが工事現場は先に述べた通り両岸が絶壁に近い峡谷であるため、右岸の川沿いと左岸の山中に道路を敷設する方針が取られた。しかし一刻も早く着工する必要があったことから、道路が完成するまでは大型重機を川舟に乗せて工事現場まで輸送する策が取られた。幅員6.5メートル、全長3キロメートルの道路が完成したことで、重機やコンクリートなどの資材運搬はきわめて円滑に行われるようになり、工期の短縮に貢献した。この工事用道路のうち左岸部の道路は佐久間ダム連絡道路として現在でも利用されているが、右岸の道路は廃道となりダム直下流にある飛龍橋にその痕跡を留めているのみである。
道路完成後天竜川の流路を変更する仮排水路トンネル工事が1953年12月より開始されたが、融雪や大雨による洪水被害を回避するために翌年3月までの完成が必須だった。春季以降にずれ込めば最大で毎秒数千立方メートルの鉄砲水が工事現場を襲い、現場復旧に時間が掛かり工期が遅れるためである。しかしアメリカから導入されたガードナー・デンバー社製ドリルジャンボなどの大型重機は1日最大掘削量872立方メートルという当時世界第二位のトンネル掘削量を記録、ユークリッド社製の大型ダンプカーとキャタピラー製のブルドーザーによる土砂運搬もあいまって予定通り翌1954年3月には完了した。天竜川の河水は迂回トンネルを通って工事現場下流に合流、水が無くなった工事現場の川底の深さ25メートルにも及ぶ膨大な砂利堆積物をビサイラス・エリー社製の大型油圧ショベルなどで掘削・運搬。硬い基礎地盤が露出したことでダム本体のコンクリート打設が1955年（昭和30年）1月より開始された。このコンクリート打設もウィスコ社製の高速度ケーブルクレーンやコンクリート運搬車などの大型重機が威力を発揮し、1日のコンクリート打設量5,180立方メートルは当時の世界記録として、日本国外の雑誌にも紹介された。

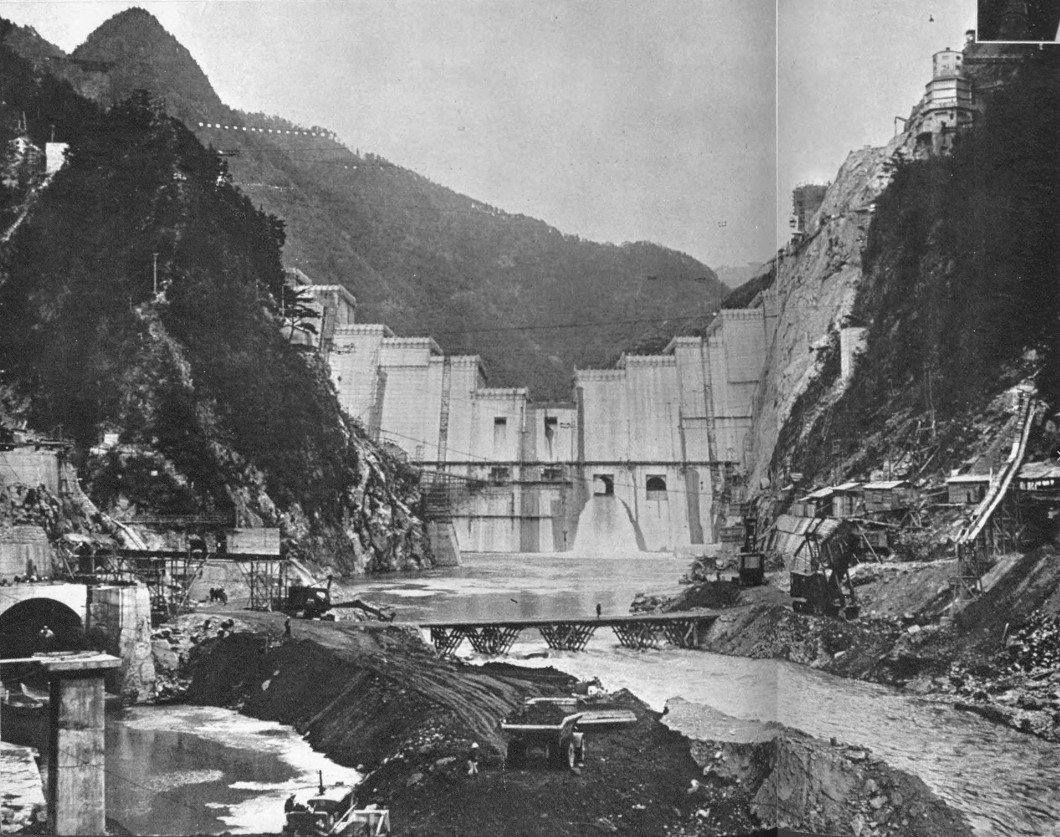
第一次湛水後の佐久間ダム（1955年12月）

コンクリート打設中の1955年12月には湛水（たんすい）が始まり、翌1956年（昭和31年）4月23日には佐久間発電所で23万キロワットの一部運転が開始された。7月にはダムの放流による巨大なエネルギーを相殺するため減勢工に建設される副ダムが完成した。この副ダムは高さ30メートルであり、独立したダムとして認められている神奈川県の宮ヶ瀬副ダム（中津川）に匹敵する大きさである。そして同年9月、5門からなるゲートを閉じてダムが完成。佐久間発電所も出力35万キロワットの全面運転を開始した。巨大なダムでありながら着工後3年という短期間で完成しているが、その原動力となったドリルジャンボは佐久間ダムにおいて日本で初めて導入され、また日本国外製の大型ダンプカーやブルドーザー、油圧ショベルなどといった重機を始めとした土木作業の最新技術が日本人技術者に伝えられ、以後急速に日本国内で普及した。

### 栄光と犠牲

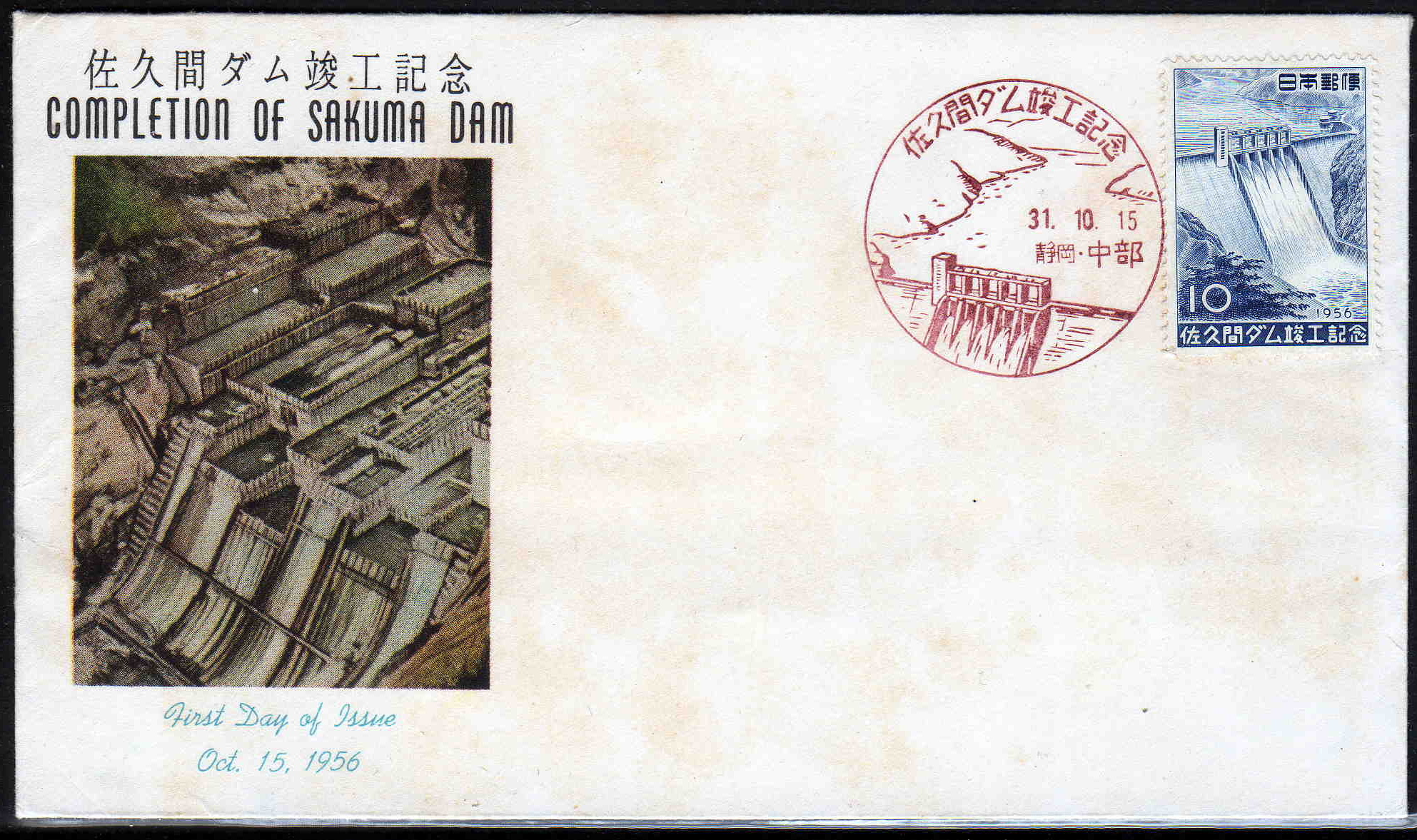
佐久間ダム竣工記念切手（初日カバー）

佐久間ダムの建設は日本の土木史において「金字塔」と称えられる。その理由はダムを始めとする大型土木構造物の近代的機械化工法を確立したこと、後に建設される奥只見ダム（只見川）や宮ヶ瀬ダム（中津川）などの大規模コンクリートダムや九頭竜ダム、徳山ダム（揖斐川）など大規模ロックフィルダム建設の基盤となったこと、また土木技術や電気設備技術において発展途上だった日本企業に影響を与え、日本国外に日本の技術の優位性を示す契機になったことなどである。先の水車発電機国際入札に反対した当時の日立製作所社長・倉田主税も「（入札で）赤字は出したがその後色々勉強をし、技術にも自信が持てた。それが日本国外への輸出につながったので、安い授業料だった」という旨の述懐をしている。
またダムの完成は敗戦の影響を引きずっていた日本国民の注目を浴びた。当時の郵政省は佐久間ダムの完成を記念して1956年10月15日の完成式に合わせて「佐久間ダム竣工（しゅんこう）記念」切手を発行。折からの切手ブームもあって多くの売り上げがあった。ダム完成を記念して発行された記念切手は、佐久間ダムのほかは小河内ダム（多摩川）しかない。佐久間ダムは文学や芸術の世界にも影響を与え、井上靖はダム工事現場を題材とした小説『満ちて来る潮』を発表。絵画では小山敬三が『佐久間ダム』を発表し、利根山光人は映画『佐久間ダム』の影響を受け実際にダム工事現場の飯場に住み込んで絵を描いている。
しかしこうした栄光の陰には、ダム建設中の労働災害が原因で殉職した96名の労務者の存在がある。労災の要因としては豪雨や台風による天竜川の洪水や、険阻な峡谷が建設現場だったことによる転落や落石によるもののほか、1954年にはセメントミキサーが落下して一度に8人が亡くなる事故も起きた。こうした死亡災害が発生する最大の原因は安全意識の欠如であった。佐久間ダムより以前の土木工事現場では、本来着用が必須である保安帽、すなわち頭部を守るヘルメットがほとんど着用されていなかった。佐久間ダム工事でも保安帽を被る労務者は皆無に等しく、これが死亡事故増加を助長したとして国会でも問題になった。これを受けて安全対策向上の指導がアトキンソン社の技術者により繰り返され、労務者全員が保安帽を着用するに至った。工事現場における安全管理対策の先鞭となったのも、佐久間ダムであった。高度経済成長を支えるという大義の下で天竜川に命を落とした96名の冥福を祈るため、PR館であるさくま電力舘の傍には慰霊碑が建立されている。

## 記録映画
この佐久間ダム建設工事では記録映画が制作された。企業者・施行者それぞれが各々の視点で作成している。
企業者である電源開発が企画し、高村武次監督・岩波映画製作所が製作した記録映画『佐久間ダム』がある。当初は単なる記録映画だったが、佐々木良作が大蔵省に映画制作を交渉したところ却下されたため劇場公開用に変更したという経緯がある。また、岩波映画製作所は当初モノクロフィルムで製作を進めていたが、電源開発本社の意向でカラーフィルムで製作した。この時すでに工事が始まっており、当時イーストマンコダック社製フィルムを納品輸入していた長瀬産業を説得し、モノクロ撮影と並行してテストなしで撮影を開始した。音楽を伊福部昭、解説を第一部は浅沼博、第二・三部を藤倉修一が担当したこの映画は三部作として劇場公開されたが、観客動員数が第一部300万人、第二部250万人、第三部25万人と三部作合計で575万人を動員する大ヒットを記録。上映終了後も各地の学校や企業などから貸し出し依頼が殺到した。この映画を観た影響で土木技師を目指した若者が増えるなど、第二次世界大戦での敗戦から立ち直ろうとする日本国民に希望と勇気を与える作品となった。なお、3作のネガフィルムは後に制作された総集編作成のため、切り刻まれて現在は第一部しか残されていない。2021年には第一部のみ2k相当に修復されてDVD化されている。総集編の音楽は芥川也寸志が担当している。のちに英語版が制作され、米国・フィリピン・イランの各在外公館にて上映された。
また、施工者である間組も英映画社の製作により『佐久間ダム建設記録』を作っている。こちらのフィルムは二部作でモノクロ、あわせて総集編も制作されている
電源開発企画分は全体（共同施行の熊谷組の作業員も含む）を撮影しているのに対し、間組企画分は自社の作業員とその家族・立ち退いてゆく当時の住民・小学校分校の姿も撮影している。なお、このフィルムはＮＰＯ法人科学映像館のサイト・また当法人のYouTubeアカウントでも観ることが出来る。

## 目的
佐久間ダムの目的は水力発電であり、佐久間発電所・新豊根発電所により合計147万5000キロワットを生み出すが、副次的に灌漑や上水道・工業用水道の供給も行う。正式な目的は水力発電しかないが、天竜東三河特定地域総合開発計画の根幹事業でもあり、事実上多目的ダムとして利用されている。以下、目的について詳述する。

### 佐久間発電所

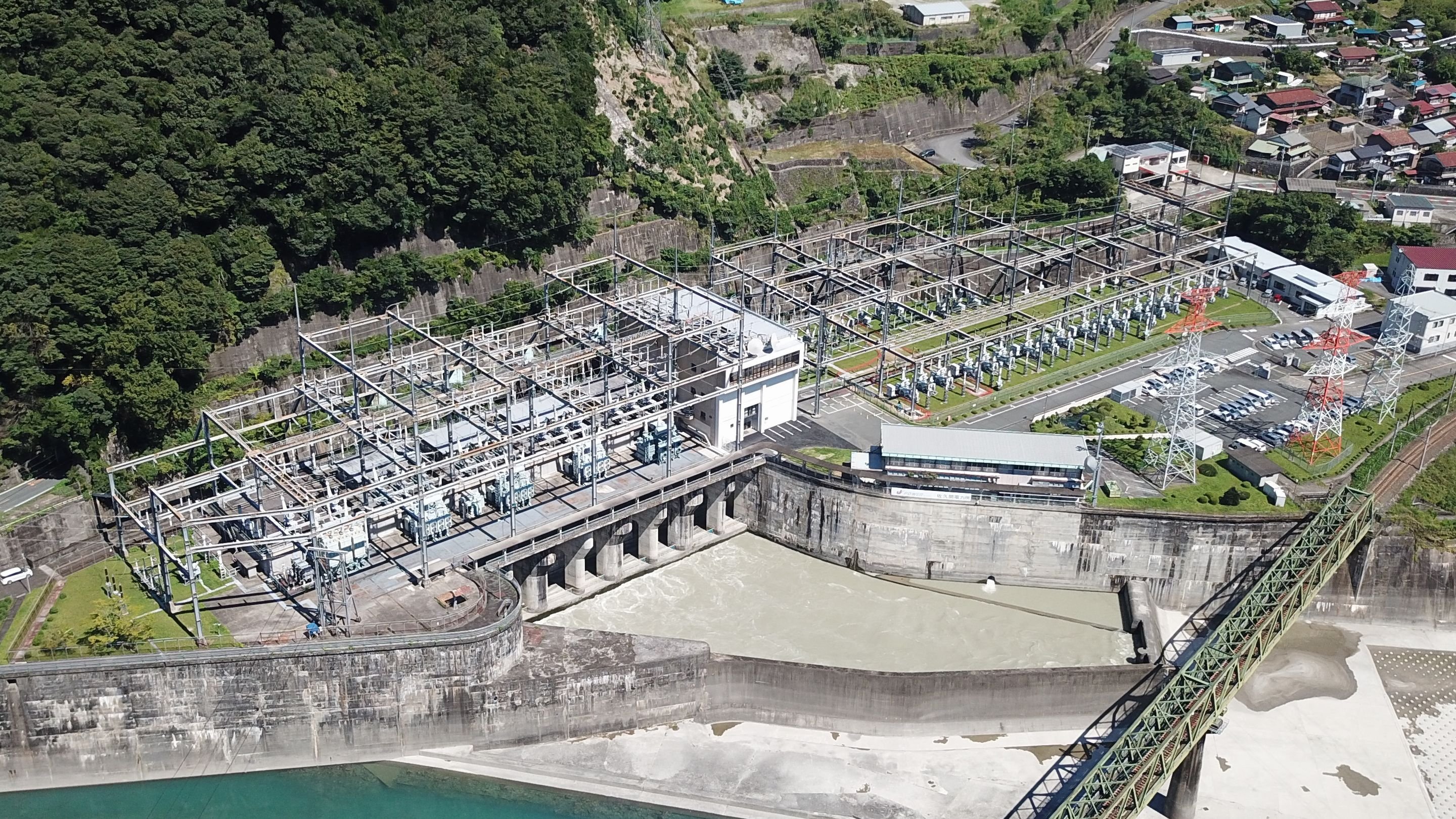
フランシス水車を用いた佐久間発電所。放水はトンネルを介して対岸の佐久間第二発電所に送られる。

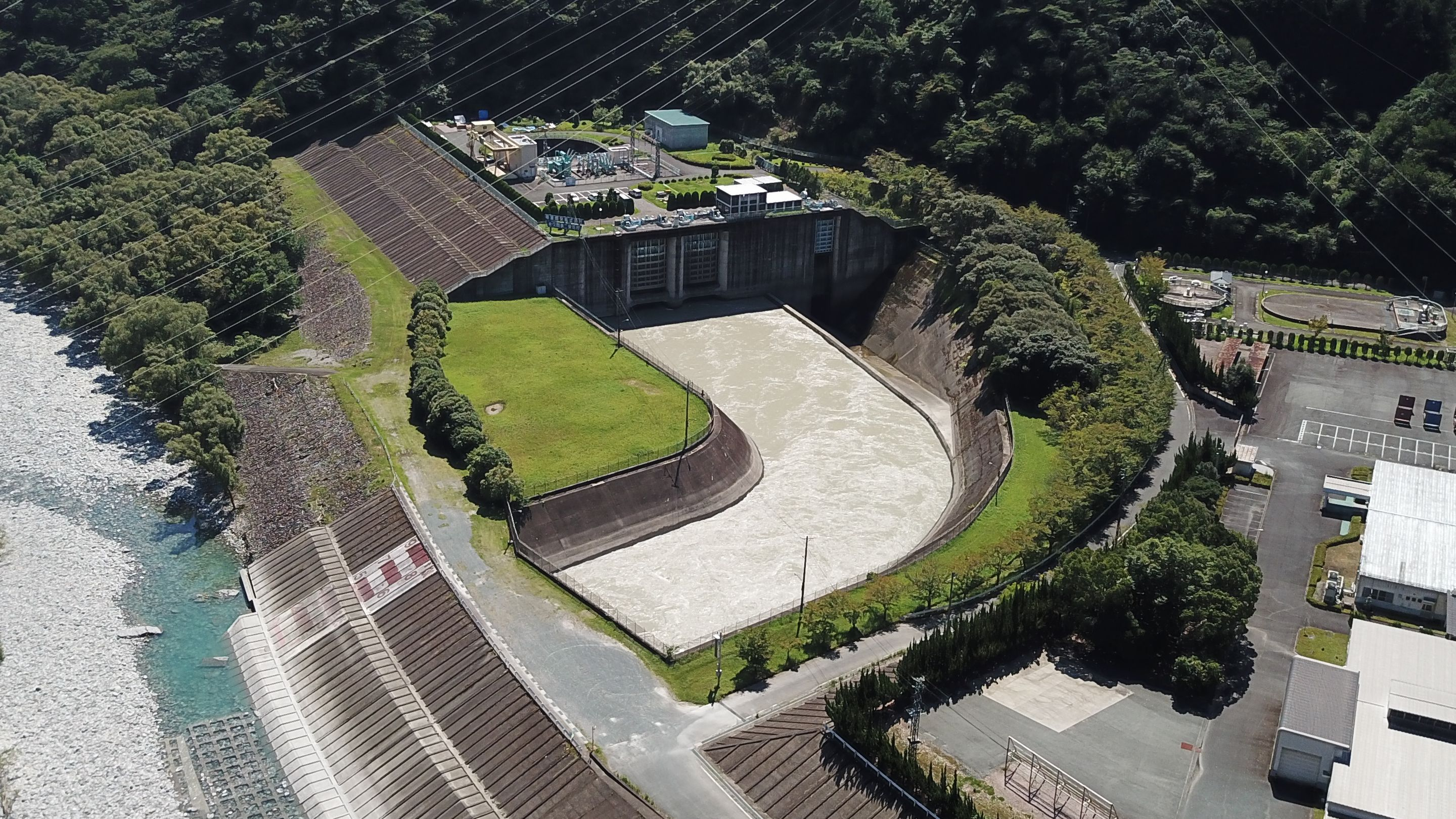
佐久間第二発電所。こちらはバルブ水車により発電している。

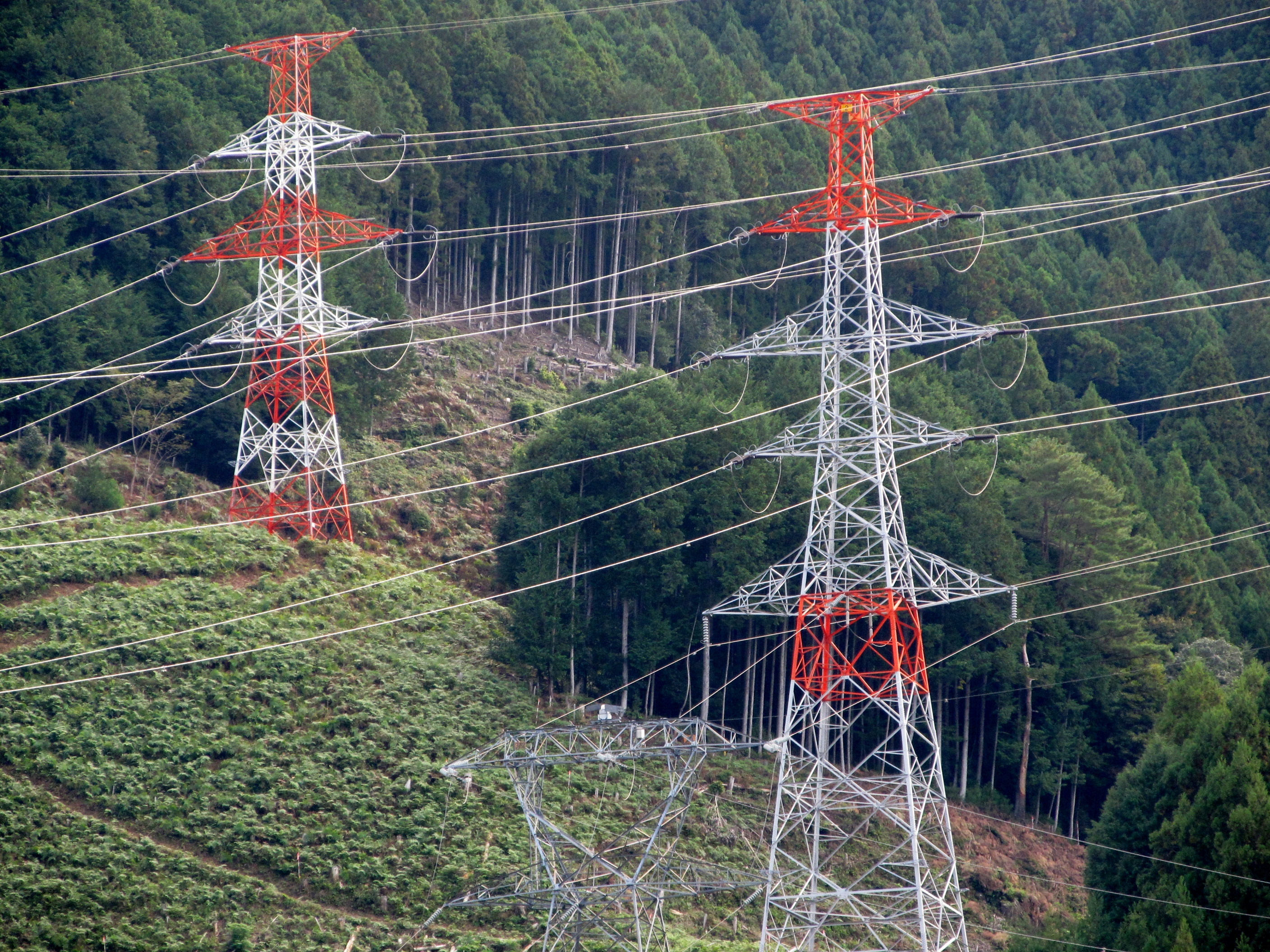
東京電力へ送電する佐久間東幹線（左）と中部電力へ送電する佐久間西幹線（右）。

ダムと同時に運転を開始した佐久間発電所は、最大出力が35万キロワットと日本において揚水発電を除いた一般水力発電の中では、奥只見発電所の56万キロワット、田子倉発電所の40万キロワットに次いで日本第3位の出力を有する。この出力は完成時において、東京電力の総出力の14パーセント、中部電力の23パーセントに相当するものであり、当時如何に巨大な水力発電所であったかが分かる。また年間発生電力量は年によって差はあるが平均して約13億キロワット時であり、この記録は運転開始以降破られていない日本一の電力量である。その要因は天竜川の豊富な水量と湖から発電所まで133メートルもある高落差である。佐久間発電所で生み出された電力は中部電力と東京電力に送電されるが、中部電力へは佐久間発電所から愛知県春日井市にある名古屋変電所までを結ぶ佐久間西幹線、東京電力へは同じく佐久間発電所から東京都町田市にある西東京変電所までを結ぶ佐久間東幹線があり、超高圧送電線で送電され、それぞれの電力会社へ供給される。供給比率は中部電力が年間6億3500万キロワット時、東京電力が年間5億7245万キロワット時で両者折半という配分になった。佐久間発電所は送電線を通じて東の奥只見・田子倉両発電所、西の御母衣発電所と連結されており、夏季の電力消費ピーク時など電力需要が急増する際に連携することで不測の事態に対処している。
一方佐久間発電所で利用された水は放流量が多く、そのままでは不均衡な流量となって下流に様々な影響を及ぼす。このため佐久間発電所の下流に逆調整池を建設して、放流された水を逆調整池で貯水し、河川流量が均等になるよう水量を調節して放流することで下流への影響を抑えることにした。この目的で建設されたのが秋葉ダムであり、旧龍山村に高さ89メートルの重力式コンクリートダムを建設。佐久間発電所の放流水逆調整を行うほか秋葉第一・第二・第三発電所を建設して水力発電を行う。この秋葉ダム完成によって、天竜東三河特定地域総合開発計画における水力発電事業は一応の区切りを付けたが、引き続き佐久間ダムを有効利用した水力発電計画が進められた。1968年（昭和43年）には支流水窪（みさくぼ）川に合流する戸中川に水窪ダムが電源開発により完成したが、水窪ダムは水窪発電所を介し佐久間ダムとの間に導水路を設け、発電後の水を佐久間ダムに供給する。これにより佐久間・秋葉第一・秋葉第二発電所の年間電力発生量を1億2300万キロワット時増強させる。その後も天竜川本流の電力開発はオイルショックを機に国産再生可能エネルギーである水力発電の見直しにより再開され、船明（ふなぎら）発電所と船明ダムが本流最下流部のダム・発電所として1977年（昭和52年）建設された他、1982年（昭和57年）には、佐久間発電所と秋葉ダム間の残った落差を有効利用するために佐久間第二発電所が運転を開始し、出力32,000キロワットの発電を行うなど天竜川の膨大な水量と落差を余すことなく利用している。
天竜川流域はちょうど周波数が50ヘルツと60ヘルツに分かれる境界線付近にあり、首都圏と中京圏に電力を供給するためには各地域に応じた周波数の変換が必要となる。佐久間発電所の4台ある発電機は、首都圏・名古屋圏どちらにも分量を変えて送電できるように全て50/60ヘルツ兼用となっているが、1965年（昭和40年）佐久間ダム・佐久間発電所建設時のコンクリートプラント跡地に佐久間周波数変換所が建設され、周波数の変換が容易となり電力事業の広域運営が可能となった。
なお、佐久間発電所内には送電線を利用したNHKのラジオ中継放送局「佐久間ラジオ中継放送局」（1964年1月30日開局、周波数1341kHz、出力100W）があったが、2024年（令和6年）9月末で廃止となった。

### 新豊根発電所
一方、新豊根発電所は佐久間ダム建設後1962年（昭和37年）より電源開発促進法に基づき、計画された。建設当時は火力発電が主体となっており、これらとの連携を図り易い揚水発電が注目されていた時期であった。同発電所は佐久間ダムを下部調整池として利用し、上部調整池は佐久間ダム直下流で天竜川に合流する大千瀬川の支流、大入（おおにゅう）川に新豊根ダムを建設、そして中間に発電所を建設し、双方の貯水池を利用することで最大112万5000キロワットを発電する。ダムと発電所は1973年（昭和48年）に完成したがこれに伴い、佐久間ダム建設によって取水口が水没するために発電所建屋と取水口を移転して運転を継続していた豊根発電所が、新豊根ダム建設に伴い取水ダムと取水口が水没するために廃止されている。なお、新豊根ダムは当初電源開発により発電専用ダムとして計画されたが、1968年（昭和43年）の台風10号と翌1969年（昭和44年）の佐久間町浦川を中心とした2年連続の大災害を機に愛知県が治水目的で事業に加わり、さらに建設省に事業が移管され以後建設省（国土交通省）と電源開発が共同管理する多目的ダムとして完成・運用されている。

### 利水
佐久間ダムの水は発電だけではなく、正式な目的ではないものの天竜東三河特定地域総合開発計画に基づき1949年より農林省が施工を開始した豊川用水の水源としても利用されており、慢性的な水不足に悩む豊橋市、豊川市及び渥美半島などへの農地灌漑、上水道・工業用水道供給を行う。
すなわち、佐久間ダム右岸に取水口を設け、佐久間導水路として天竜川水系と豊川水系を結ぶ流域変更を行い、豊川の支流である宇連（うれ）川にダムの水を放流する。放流された水は宇連川本流に建設された宇連ダムと、宇連川支流の大島川に建設された大島ダムの水と共に下流にある大野頭首工より取水され、豊川用水となる。用水は東西に分かれ、東部幹線水路は静岡県西部や豊橋市、渥美半島まで延伸、西部幹線水路は蒲郡市まで延伸して灌漑や上水道、工業用水道に利用される。またこれとは別に豊川本流にある牟呂松原頭首工より取水された水は牟呂用水・松原用水として豊橋市の水需要に供されている。豊川用水は愛知用水公団・水資源開発公団の管理を経て独立行政法人水資源機構が管理を行う。佐久間ダムは5月6日から9月20日の農繁期限定で、かつ年間総取水量が5000万立方メートルを超えない範囲で水を豊川水系に導水している。
なお、佐久間ダムの逆調整池として建設された秋葉ダムは、天竜東三河特定地域総合開発計画の主要事業でもある三方原用水の水源として、船明ダムは国営天竜川下流用水事業の根幹事業である天竜川下流用水の水源としてそれぞれ利用されており、浜松市をはじめ静岡県西部地域の農業用水・上水道・工業用水道を供給する。水力発電を主目的として建設された佐久間ダム・秋葉ダム・船明ダムではあるが、静岡県西部・愛知県東部の水がめとしても重要な役割を担っている。

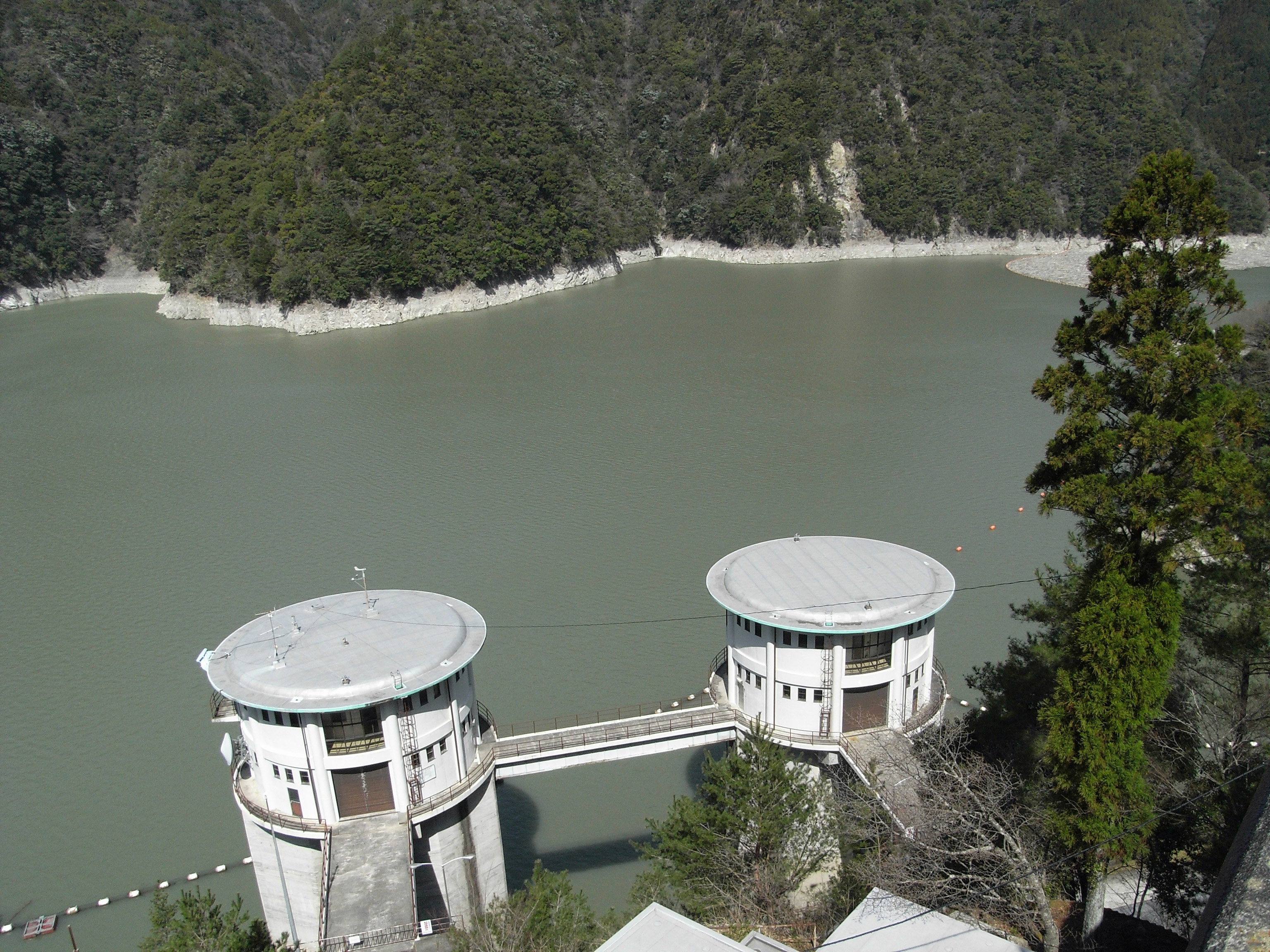
佐久間発電所取水口。山中のトンネルを経て佐久間発電所に送水する。
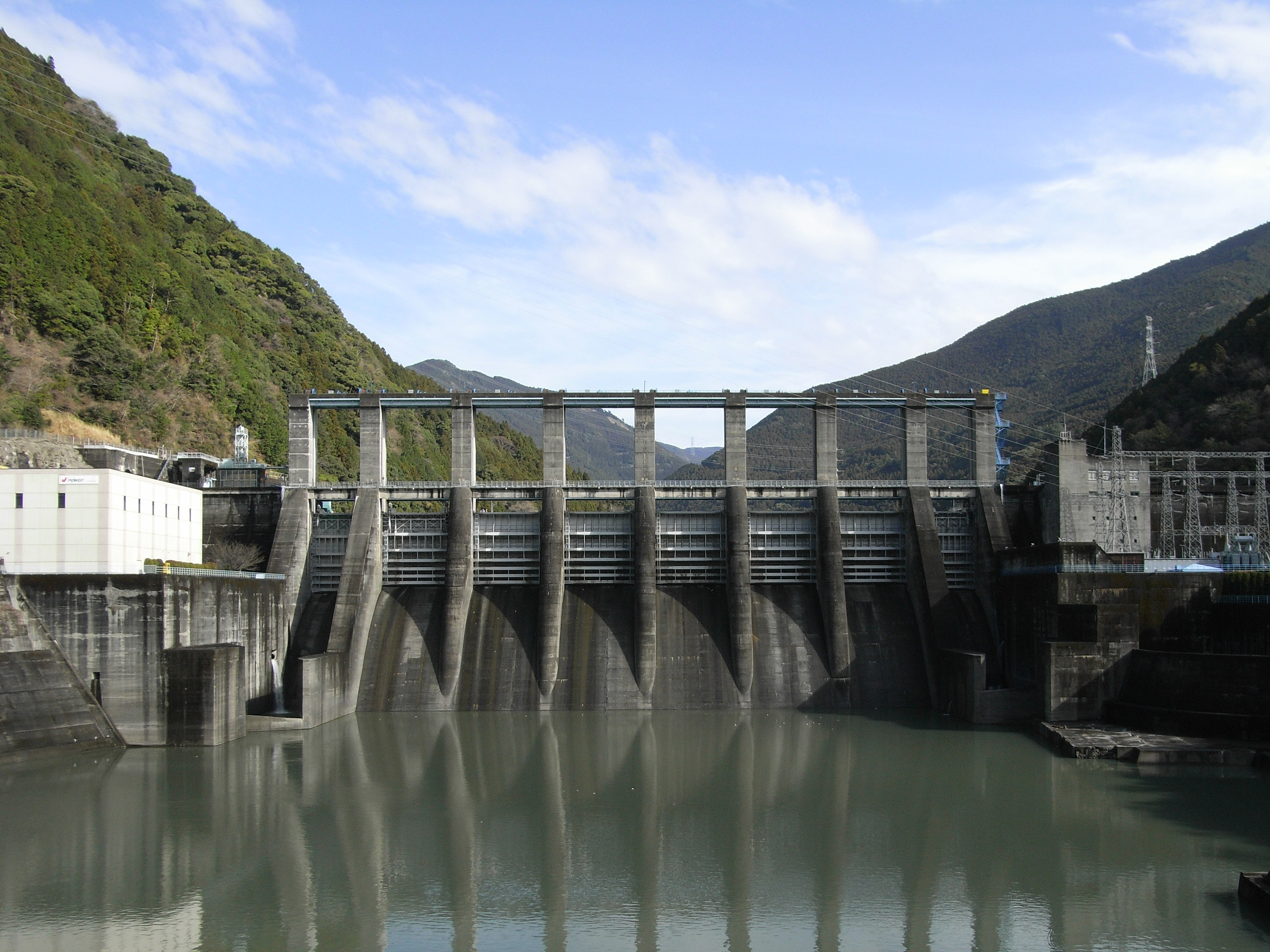
秋葉ダム。佐久間ダムの逆調整池であるが多目的ダムでもある。
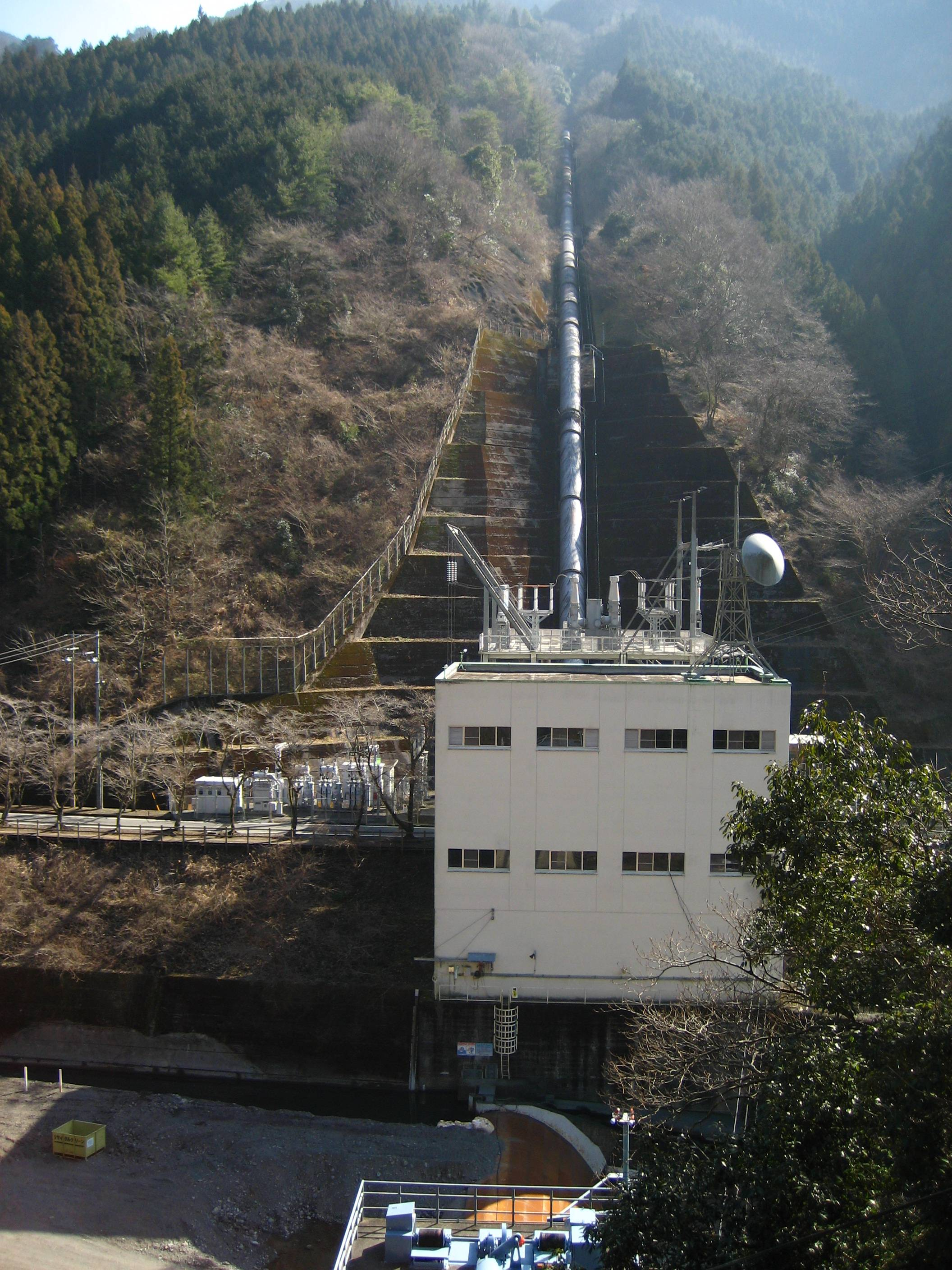
水窪発電所。水窪ダムの水を発電に利用した後、佐久間ダムへ放流する。
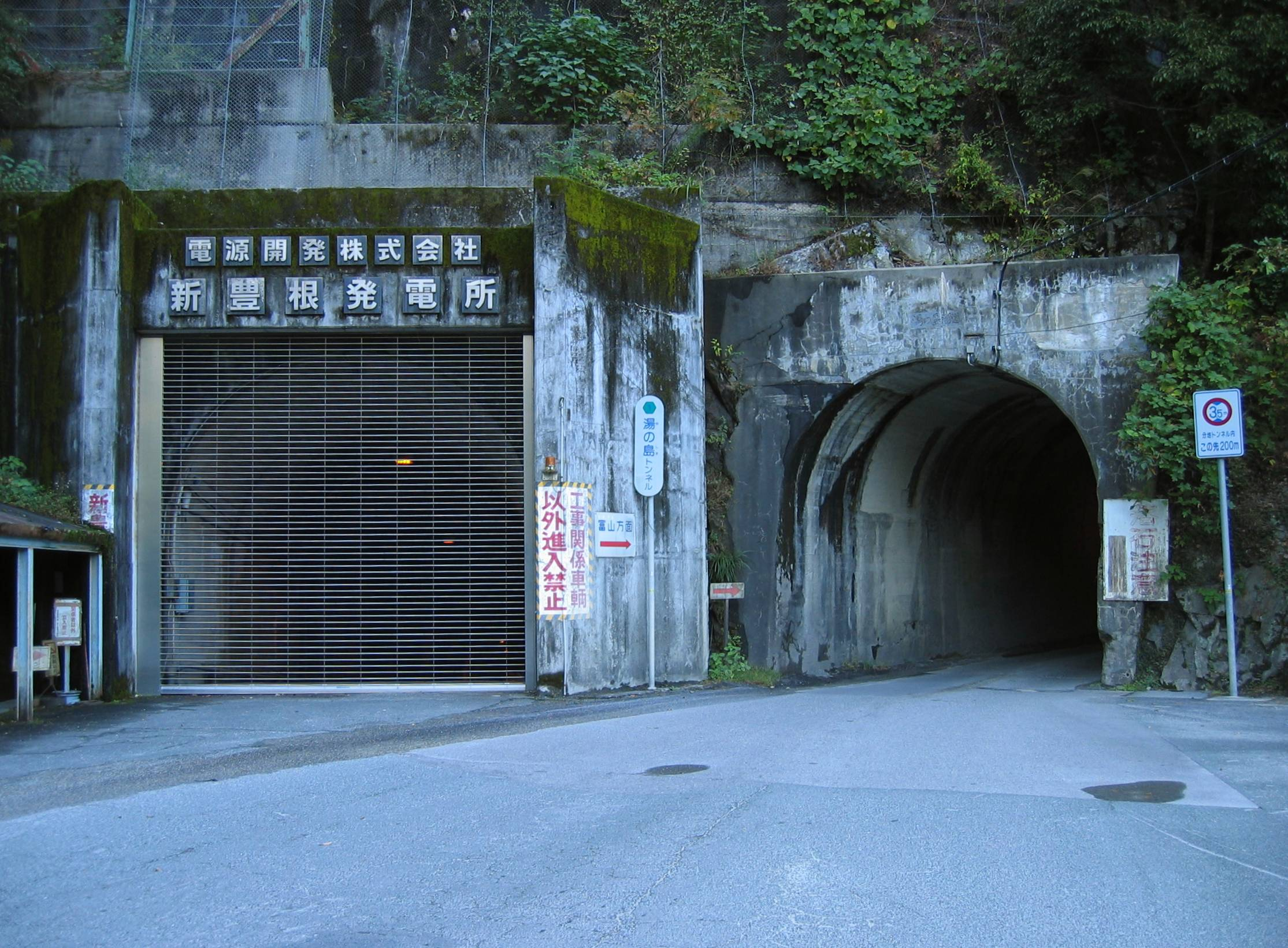
新豊根発電所の入口(左)、右は県道一号。
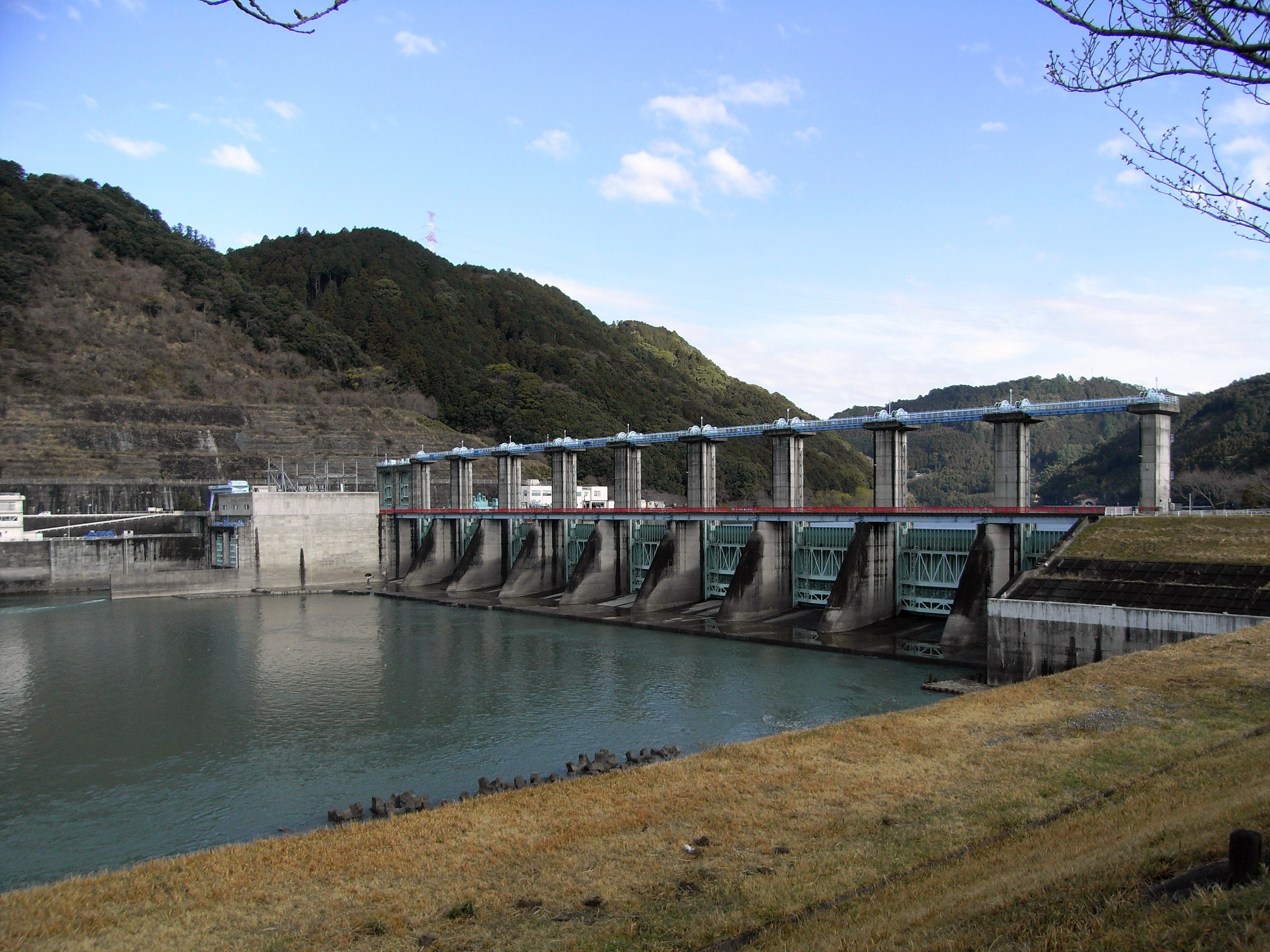
船明ダムと右岸にある船明発電所。天竜川下流用水の水源でもある。
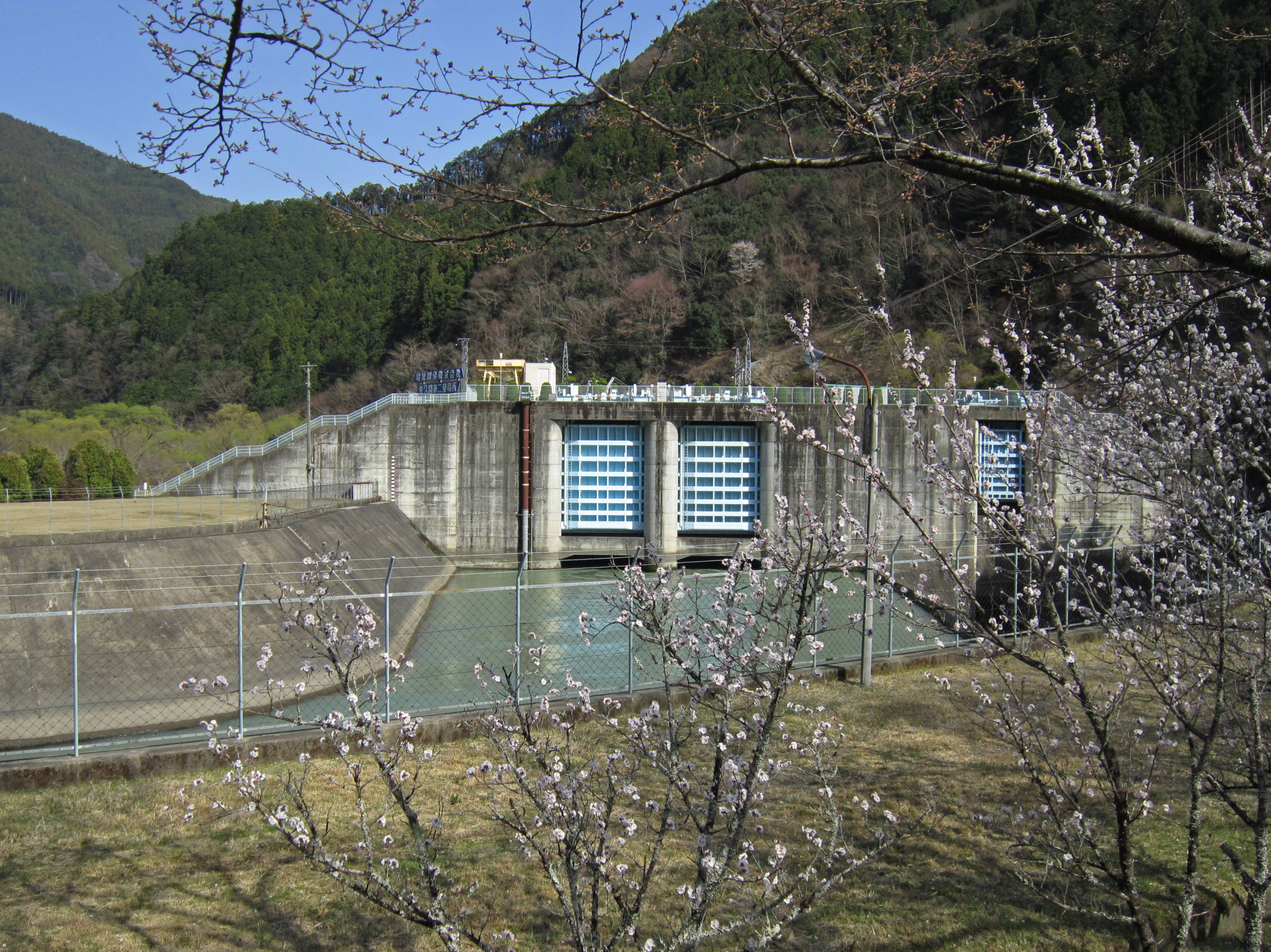
佐久間第二発電所。佐久間発電所放水口と秋葉ダム湖との間に残された落差を活用する。
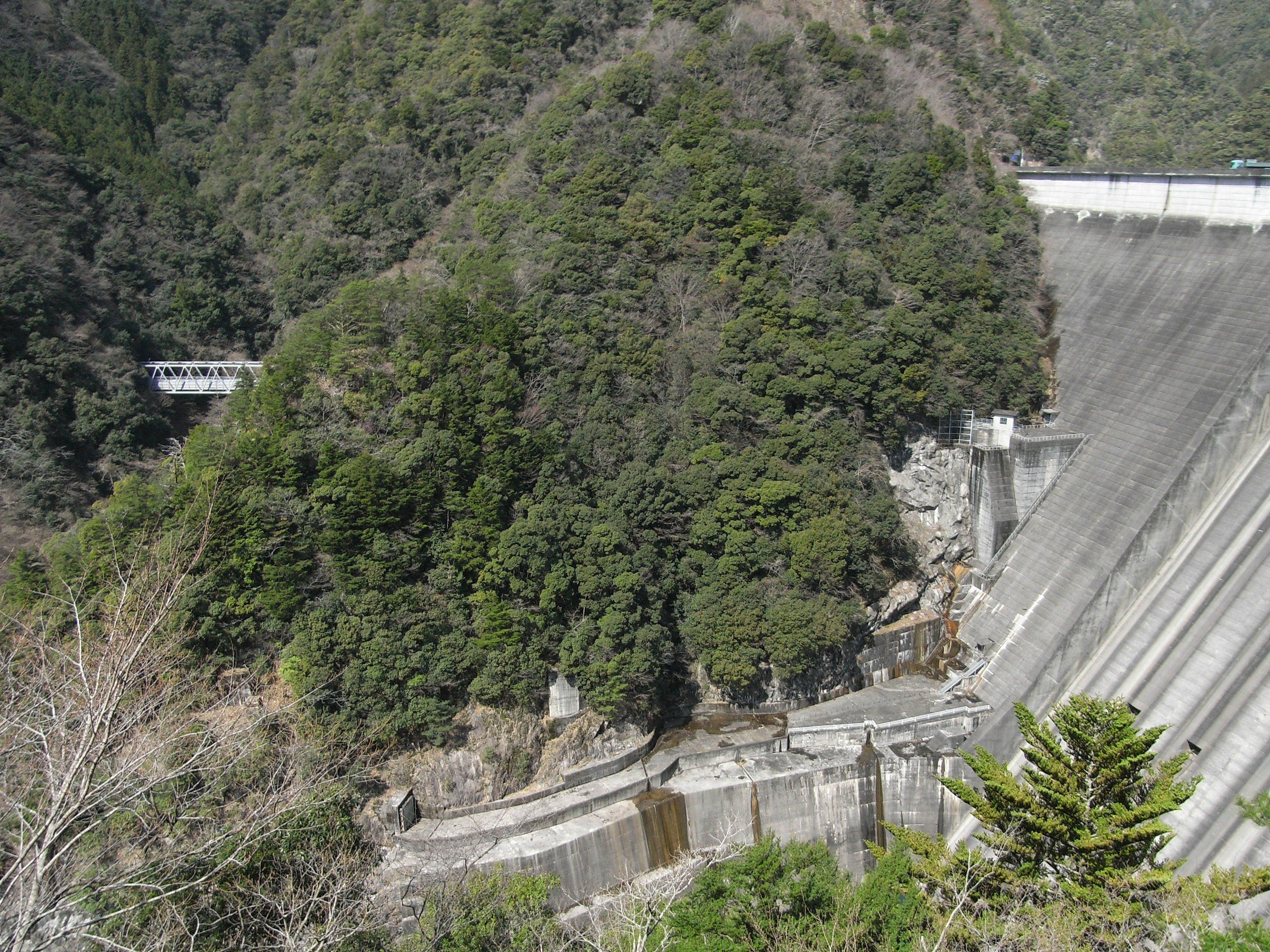
佐久間ダム右岸から伸びる佐久間導水路（左側）。ここから豊川用水に水が供給される。

## 治水と再開発
佐久間ダムによって誕生した佐久間湖は全長33キロメートル、総貯水容量3億2684万8000立方メートルとダム同様日本屈指の規模を持つ人造湖である。莫大な貯水容量は「暴れ川」である天竜川の治水にも重要な役割を果たす。

### 治水に対する責務

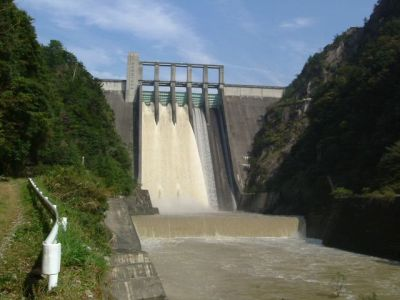
放流中の佐久間ダム。建設省河川局長通達・建河発第一七八号で洪水調節のための操作規定が定められている。

天竜川は古くは701年（大宝元年）に上流の高遠地域で、下流では奈良時代の715年（霊亀3年）に大洪水を起こした記録があり、古くから洪水の被害が絶えない河川であった。しかし天竜川は戦後経済安定本部の諮問機関である治水調査会が示した河川改訂改修計画の対象10水系には当時たまたま大水害がなかったため選ばれず、かつ大正時代以降天竜川本流には発電専用ダムが階段式に建設され、大規模ダム建設の適地が工事難易度の高い佐久間地点程度しか残っていなかったため、利根川・淀川のような多目的ダムによる広域治水計画は検討されず堤防整備を細々と行っていた。治水目的を有するダムは支流三峰川に美和ダムが1959年（昭和34年）完成したのが最初であり、その後も支流を中心に建設省または長野県により多目的ダムが建設されたが、天竜川本流には治水目的を有するダムが今もって建設されていない。発電専用である佐久間ダムはその規模の大きさから発電や利水のみならず、佐久間湖の莫大な貯水量を利用した洪水調節の期待も持たされていた。これはダム計画が発表された後に電源開発が作成した『佐久間発電所計画概要』の中にも、建設の有利な条件として明記されている。1964年（昭和39年）には河川法が改訂されてダムに対する様々な基準や規則が定められたのを機に、発電・灌漑・水道専用のいわゆる利水ダムについても河川管理者である国や地方自治体が河川を一貫して管理するという法改正の趣旨の下、治水に対する責務を明確化させる必要が生じた。佐久間ダムは先に述べたとおり天竜川水系最大のダムであり、地域に及ぼす影響は大きい。特に洪水時の放流操作は下流への水害防止という観点から重要な課題であった
佐久間ダムの治水目的に関して、明確な指標が出されたのはまず1965年（昭和40年）2月11日に出された河川法施行令（政令第14号）がある。同政令第1章第23条では利水ダムの洪水調節対策としてダム・人造湖の規模に応じ第一号から第三号までに分類され、それぞれに応じた洪水調節対策が定められた。佐久間ダムについては指定基準である「洪水吐ゲートを有し、ダム湖の湛水区域が11キロメートル以上（佐久間ダムは33キロメートル）のもの」、すなわち第1号に該当するため施行令第24条に基づき、ダムを建設する前の河川機能を維持しなければならないと同時に、放流に伴う増加流量を調節するための貯水容量を設けなければならないとされた。さらに翌1966年（昭和41年）5月17日には、当時の建設省河川局長が出した通達・建河発第一七八号における利水ダムの分類で、第一類ダムの指定を受けた。
第一類ダムとは「設置に伴い通常時に比べて洪水流下速度の増大などが発生し下流の洪水流量が著しく増加するダムで、結果発生する水害を防止するために増加流量を調節することができると認められる容量をダム湖に確保することで、洪水に対処する必要があるダム」のことを指す。河川法施行令・河川局長通達の規定は何れも、換言すれば大規模な利水ダムについては多目的ダムや治水ダムの治水容量に類似した空き容量を持たせて、洪水の際には可能な限り洪水を空き容量に貯留して流入量をそのまま放流しないよう放流量のピークを遅らせて水害の発生を防ぐというダムのことであり、放流操作において治水目的を有するダムと同様の細かい操作規定作成が要求された。河川法施行令と河川局長通達の違いは対象となるダムが名指しで指定されたか否かであり、通達には第一類から第三類まで指定ダム名が記載されている。ちなみに第一類に指定されたダムには巨大なものが多く、天竜川では水窪ダムが第一類に指定されたほか中部地方では御母衣ダムを始め奈川渡・水殿（犀川）、高瀬（高瀬川）、畑薙第一・井川（大井川）、牧尾（王滝川）といったダムが指定されている。この政令と通達により佐久間ダムは利水ダムでありながら治水に対しても責務を負うことになったが、多目的ダムや治水ダムのように明確な洪水調節目的を持たされている訳ではない。

### 佐久間ダム再開発事業

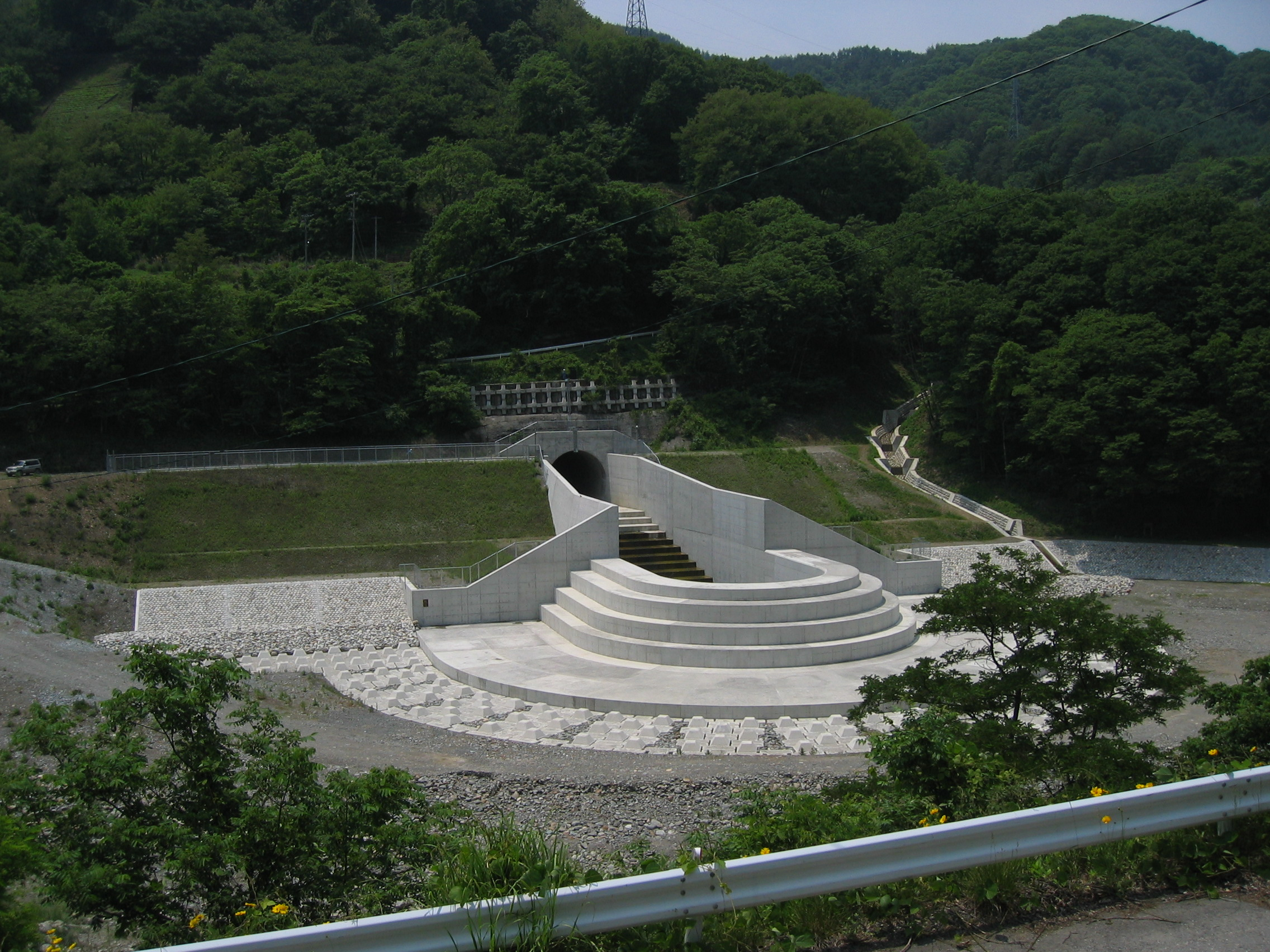
佐久間ダム再開発で検討されている堆砂対策のバイパストンネル（美和ダム）。写真はダム下流の出口側。

こうして佐久間ダムは事実上多目的ダムとして天竜川の治水・利水の要になった。しかし天竜川の治水において大きな問題になっているのがダム湖の堆砂（たいさ）である。天竜川に注ぐ中央アルプス・南アルプスを水源とする支流は中央構造線近辺の脆い岩質を流れており、絶えず大量の土砂を排出している。ダムがない頃の天竜川はこれら大量の土砂がそのまま遠州灘に到達し、中田島砂丘などを形成した。しかし天竜川にダムが階段状に建設されたことで流砂連続性が途絶。ダムには大量の土砂が堆積していった。特に深刻なのが泰阜・平岡の両ダムで堆砂率はそれぞれ80パーセントを超えている。1961年（昭和36年）の三六災害では飯田市など天竜峡より上流部が深刻な浸水被害を受けたが、その原因に挙げられたのが泰阜ダムの堆砂だった。また佐久間ダムについても堆砂が進行しており、無策で放置すれば巨大な貯水池といえど埋没する危険性がある。埋没まで至る前でも、ダム湖が堆砂で埋まることは貯水能力の低下を意味し、天竜川治水の要である佐久間ダムのそれは、遠州地域の治水・利水の低下も意味する。
また下流に砂が運搬されなくなったことで遠州灘の海岸侵食が進行、中田島砂丘の面積縮小や付近のマツ林が枯死する被害が発生している。電源開発も湖内搬送や搬出などの対策を行っており、加えて業者による資材用の砂採取も行われているが、泰阜ダム・平岡ダムを越えて来る膨大な土砂はそれらを凌駕しており、堆砂は進行する一方だった。
こうした問題を解決するため、佐久間湖の浚渫（しゅんせつ）実施やスラリー輸送による堆砂対策が検討されたが、天竜川を管理する国土交通省中部地方整備局はより効率的な堆砂対策として2003年（平成15年）より天竜川ダム再編事業に着手した。具体的には今まで利水専用だった佐久間ダムに正式に洪水調節目的を持たせて多目的ダムとし、天竜川水系に建設された他の国土交通省直轄ダムである美和ダム、小渋ダム（小渋川）、新豊根ダムと連携することで天竜川下流の治水を強化するとともに、佐久間ダムの堆砂を除去して下流に流すことで佐久間湖の貯水容量確保と遠州灘の海岸侵食を防止するという流砂連続性の改善を目的とする。以上の目的を踏まえ2004年（平成16年）より根幹事業である佐久間ダム再開発事業が着手された。土砂排出の方法として既に美和ダムや小渋ダムでも着手されているバイパストンネルによる堆砂除去が検討されているが、今後下流の秋葉・船明ダムとの連携を含め事業をどのように進めるかが検討されており、完成時期は未定である。しかし2009年（平成21年）に民主党政権の前原誠司国土交通大臣が決定した未完成ダム事業の見直しに、佐久間ダム再開発を含む天竜川ダム再編事業は対象とされていない。なお直下流の天竜区佐久間町はバイパストンネル建設に反対している。

## 観光

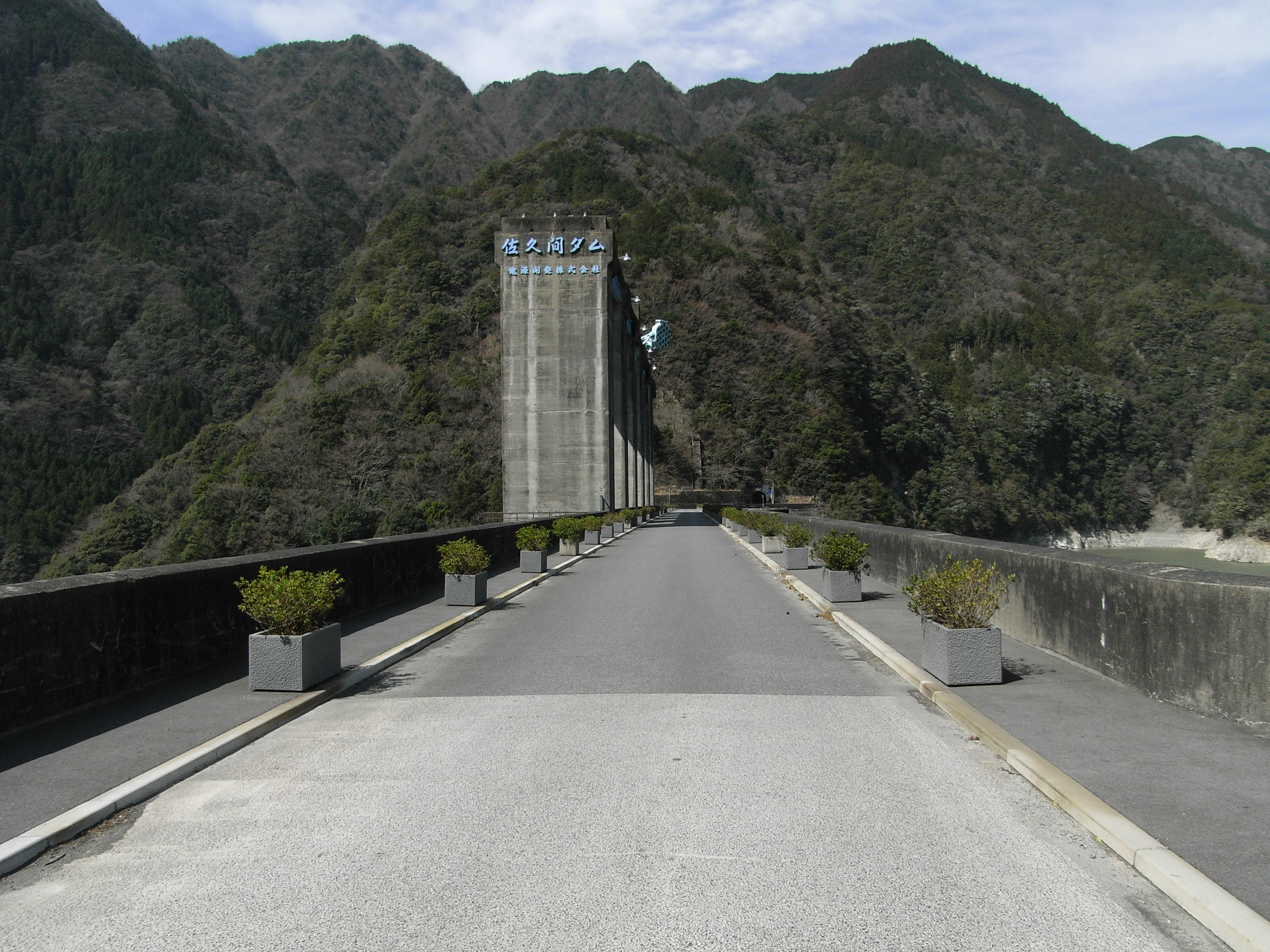
佐久間ダムの天端（てんば）。飯田富山佐久間線が上を通る。

ダムと佐久間湖は天竜奥三河国定公園に指定され、佐久間湖は2005年（平成17年）に旧佐久間町の推薦で財団法人ダム水源地環境整備センターが選ぶダム湖百選に選ばれた。遠州地域の主要な観光地の一つで、展望台からは巨大なダムの姿が一望できるほか、佐久間湖では新緑や紅葉が楽しめる。1997年（平成7年）3月リニューアルオープンした「さくま電力舘」では佐久間ダムの歴史や最新のバーチャルゲームをはじめ、体験しながら電気の科学を学ぶことができ、入場閲覧は無料である。また毎年10月の最終日曜日には「佐久間ダム竜神まつり」が開催される。天候にもよるが丁度紅葉の始まりの頃でもあり、景色も良く見ごろである。竜神まつり時のダム湖では竜神の舞の演舞や花火が行われ、ダム堤内に入ることもできる。普段はダムへの公共交通手段は無いが、このまつり開催中は中部天竜駅や佐久間協同センターなどから無料シャトルバスが運行される。
佐久間湖ではアユやニジマスが釣れるが、漁業権は佐久間ダム漁業協同組合が管理しているため、釣りを行う際には入漁券の購入が必要である。
アクセスとしては公共交通機関ではJR東海飯田線・中部天竜駅が最寄の駅となる。前述したとおり、祭りの時期をのぞき、中部天竜駅とダムを結ぶ公共交通機関はない。タクシーを利用する場合、旧佐久間町にはタクシー業者がないため、旧水窪町から呼ぶことになり、相応の時間と料金を要する。もっとも約2.5キロメートルの歩道と誘導標識があるので、徒歩でも十分行くことができる。かつては静岡県道288号大嵐佐久間線を歩くと、放流写真の様にダムがそびえ立つ姿を見ることができたが、現在は未整備の悪路で落石の危険性が高いため通行止めとなっており、柵で閉鎖されている。
自動車では、佐久間ダムの天端（てんば）を通る長野県道・愛知県道・静岡県道1号飯田富山佐久間線を利用することになる。3県を通過する珍しい県道として知られるこの道路だが、生活道路や移動経路としてはほとんど利用されておらず、新豊根発電所近傍までダム湖から採取した砂を運搬するダンプトラックが頻繁に通るのみである。東京・静岡・大阪・名古屋方面からは、新東名高速道路浜松いなさジャンクションから三遠南信自動車道に入り、終点鳳来峡インターチェンジから国道151号を経由して県道1号にアクセスできる。一方長野県方面からは、国道151号・国道418号経由で下伊那郡天龍村に入り、そこから県道1号を走るルートがあるが、当該区間の県道1号は30km以上にわたって延々続く山中のワインディングロード、集落は豊根村富山地区（旧富山村）があるのみという険しいルートである。